# Montpellier Hérault Sport Club
Pour la section féminine, voir Montpellier Hérault Sport Club (féminines).
Pour les articles homonymes, voir SOM.
Vous lisez un « bon article » labellisé en 2011.  Il fait partie d'un « bon thème ».
Maillots
Actualités
Dernière mise à jour : 13 août 2025.
Le Montpellier Hérault Sport Club (également appelé Montpellier HSC ou MHSC) est un club de football français basé à Montpellier. Il est fondé en 1919 sous le nom de Stade Olympique Montpelliérain (SOM) et évolue actuellement en Ligue 2.
Pour les historiens du football, le MHSC naît en 1919 lors de l'éclosion du SOM, les fusions, absorptions, changements de nom n'étant considérés par ces spécialistes que comme des péripéties de la vie d'un même club.
Arrivé au club le 5 novembre 1974, Louis Nicollin rachète pour 400 000 francs à l'ancien président Jean Thévenet un MPSCL déjà existant et déjà engagé en compétition (Division d'Honneur). Cependant, les dirigeants actuels considèrent que le MHSC a été créé à l'arrivée de Louis Nicollin en qualité de coprésident ; 1974 apparaît ainsi sur le logo du club et les « 30 ans du club » ont été fêtés en novembre 2004 puis les 40 ans en 2014, le palmarès et les résultats antérieurs à cette date de création étant oubliés. Sous l'impulsion de Nicollin (surnommé « Loulou »), le football montpelliérain renaît au plus haut niveau en seulement huit saisons.
Le club ne joue qu'une saison en Division 1 (1981-1982) avant de descendre en Division 2. Cinq saisons plus tard, le club remporte son premier grand titre, celui de champion de Division 2 en 1987.
Le MHSC gagne ensuite la Coupe de France en 1990 et se qualifie en Coupe des Coupes (C2) où il atteint les quarts de finale. Il gagne l'ancienne version de la Coupe de la Ligue en 1992 puis joue la finale de la coupe de France en 1994.
En 1999, le club obtient son premier succès européen en Coupe Intertoto.
Le MHSC va ensuite redescendre quelques saisons en Ligue 2 pour remonter dans l'élite en 2009. Il dispute une finale de Coupe de la Ligue (2011) et surtout remporte contre toute attente la Ligue 1 en 2012.
Depuis 2001, le Montpellier HSC possède également une équipe féminine qui évolue au premier échelon national.
Le club est détenu par le Groupe Nicollin et est dirigé par Laurent Nicollin depuis le décès à Nîmes de son père Louis le jour de ses 74 ans le 29 juin 2017.
L'équipe est actuellement entraînée par Zoumana Camara au Domaine de Grammont et réside au stade de la Mosson en attendant son futur stade Louis Nicollin.

## Histoire

### Du SOM à La Paillade (1919-1974)

#### Naissance du SOM
En 1914, des notables montpelliérains créent un comité provisoire d'encouragement aux sports dans le but de donner naissance à un club omnisports nommé le Stade Olympique Montpelliérain (SOM). Il est ainsi prévu de construire un parc des sports à proximité de l’ancienne maternité (avenue du Professeur-Grasset aujourd’hui) mais le début de la Première Guerre mondiale stoppe net ce projet.
En 1919, le projet renaît et une poignée d'amateurs ambitieux et fortunés, regroupés au sein de l’Association Générale Sportive Montpelliéraine (AGSM), créent le Stade Olympique Montpelliérain, un club omnisports (football, rugby à XV, athlétisme, boxe, tennis). Son siège est situé au Café de Paris, boulevard de l’Esplanade et il adopte les couleurs de la ville, tenue blanche avec écusson rouge. La nouvelle association est déclarée en préfecture le 9 août 1919 par messieurs Arnavielhe (président), Ducros (secrétaire), Vernet (trésorier) et Pappas (vice-président).
Jusqu'alors projet plus que vrai club, le SOM se concrétise réellement en septembre 1919 lorsque le club somiste, sous la présidence de M. Robert, fusionne avec La Vie au Grand Air du Languedoc (VGAL), club omnisports fondé en août 1917 et presque uniquement consacré au football. Ce club créé sous l’impulsion et sur le modèle de la VGA Médoc de Bordeaux est le meilleur club montpelliérain de l'après-guerre et venait de remporter la Coupe du Midi contre la VGA Médoc (4-2) au mois de mai 1919.
La VGAL se fond dans le nouveau club somiste en devenant le socle de sa section football.
La nouvelle entité commence ses entraînements le 28 septembre 1919 et joue le premier match de son histoire (match amical) contre le Red Star Alaisien sept jours plus tard (victoire 6-0).

#### Victoire en coupe de France et entrée dans le professionnalisme
La fusion et l'apport des joueurs montpelliérains issus de la VGAL permettent au SOM d'effectuer des débuts remarquables. Le 2 novembre 1919, le club joue le premier match officiel de son histoire face au Sport Club Montpelliérain dans un derby comptant pour le premier tour de la Coupe de France (match nul 2-2). Sept jours plus tard, il fait ses premiers pas en Championnat de 1re série de la Ligue du Sud de Football Association, à Cette, face au Stade Cettois (victoire 1-0).
En 1920, les Somistes inaugurent le stade des Aubes, financé par l’AGSM. Le stade n'est pas clôturé, et les recettes sont faibles. Le club se retrouve expulsé en août 1922 après avoir exigé des travaux à l'AGSM et évolue alors la plupart du temps sur des installations mises à la disposition par l’armée.
Le 30 septembre 1923, le club s'établit dans un stade neuf, le parc des Sports de l'avenue du Pont Juvénal, situé à 600 mètres de la place de la Comédie. Le SOM est propriétaire de ce complexe sportif financé par les dirigeants et plusieurs mécènes.
La saison 1925-1926 est marquée par une grave crise interne. Une affaire de malversations est dévoilée par la Fédération française de football et le District du Languedoc prend de lourdes sanctions : le président Robert est suspendu cinq ans, plusieurs joueurs quittent le club, et le SOM, bon dernier, est relégué pour la première fois de son histoire.
Il en profite pour changer de nom : le Stade Olympique Montpelliérain est renommé Sports Olympiques Montpelliérains pour souligner le caractère omnisports du club, les initiales restent cependant SOM.
Les somistes remontent très vite en Division d'Honneur et le promu remporte le titre de champion de la ligue du Sud-Est 1927-1928, devant le FC Sète. Il se qualifie ainsi pour la phase finale du championnat de France mais est éliminé par le Stade français. En coupe de France, le club atteint pour la première fois, en neuf participations à cette épreuve, les huitièmes de finale. Le SOM s'incline face au FC Sète 1-3 à Marseille.
L'arrivée du SOM parmi les meilleurs clubs français s'explique par un recrutement de qualité. Aux côtés des Louis Mistral, Roger Rolhion, René Dedieu, on retrouve le trio suisse des frères Kramer (Auguste, Georges et Edmond), les Yougoslaves Branislav Sekulić et Milorad Mitrović. Officiellement venus comme étudiants, les deux Yougoslaves symbolisent l'amateurisme marron, phénomène très répandu en ces années précédant la mise en place du professionnalisme. Leur qualité d'étudiant leur permet de jouer également pour le Montpellier Université Club, champion de France universitaire à six reprises entre 1925 et 1936.
En 1929, les Montpelliérains accèdent à la finale de la coupe de France après avoir éliminé l'US Annemasse, le Stade Olympique de l'Est, le FC Mulhouse, le Stade rennais et le Stade raphaëlois. La finale voit s'affronter deux clubs héraultais, le SOM et le FC Sète. Le 5 mai 1929, les somistes remportent la coupe de France à la suite d'un match crispé, ils s'imposent 2-0 sur des buts d'Auguste Kramer et Edmond Kramer. Le club entre également dans l'histoire de la coupe de France en alignant trois frères (Auguste, Edmond et Georges Kramer) lors de la finale. Autre record, Auguste Kramer est auteur de 11 des 22 buts de son club lors de ce parcours en coupe de France marquant à chaque tour de la compétition. Le FC Sète s’incline pour la troisième fois en finale, mais obtient sa revanche dès l’année suivante en éliminant le SOM en quarts (4-1) avant de s’imposer en finale.
Les somistes se retrouvent de nouveau en la finale de la coupe de France en 1931, mais échouent face au Club français (0-3). En l'absence du défenseur Milorad Mitrović, le SO Montpelliérains présente une équipe à forte tonalité languedocienne, l'Alsacien Pierre Hornus étant le seul joueur non originaire de la région.
Encore champion de ligue du Sud-Est en 1932, le SOM passe professionnel et participe ainsi au premier championnat de première division avec dix-neuf autres clubs pionniers. Le premier match de l'histoire du SO Montpelliérains en Division 1 se déroule le 11 septembre 1932 au parc des sports de Montpellier devant 4 000 spectateurs. À cette occasion, le SOM s'impose 2-0 contre l'Olympique d'Alès. Les Héraultais terminent finalement quatrièmes de leur groupe lors de cette première saison professionnelle du championnat de France.

#### Alternance entre seconde et première division
Le SOM chute en Division 2 à l'issue de la saison 1935-1936 après trois années en Division 1. Au printemps 1937, le club, a un passif de 370 000 francs. Le comité directeur décide alors de dissoudre le SOM et de le recréer immédiatement sous une autre appellation, le Sports Olympiques Montpelliérains redevient alors le Stade Olympique Montpelliérain et efface sa dette aux yeux de la fédération.
En coupe de France, le club se fait remarquer en éliminant, en décembre 1937, le FC Sochaux-Montbéliard (4-0), futur champion de France de division 1. L'année suivante, les Montpelliérains, toujours pensionnaires de division 2, atteignent les quarts de finale après avoir éliminé l'Olympique de Marseille et l'AS Cannes.
La Seconde Guerre mondiale éclate et les somistes participent au championnat de guerre de 1re division de la zone libre. Sous la pression du gouvernement de Vichy, le SOM fusionne avec les rugbymen de l’Union Sportive Montpelliéraine et durant trois saisons, le SOM devient l’USOM. Le club atteint les demi-finales de la zone libre de la coupe de France en 1943 où il est défait par l'AS Cannes. Lors de la saison 1943-1944, Joseph Pascot, secrétaire d'État aux Sports du gouvernement de Vichy, fait disparaître les clubs professionnels au profit d'équipes dites fédérales.
L’USOM redevient donc amateur et remporte le Championnat du Languedoc en ne concédant que deux défaites en seize rencontres mais est éliminé par l'AS Cannes en phase finale nationale. L'Équipe fédérale Montpellier-Languedoc représente, elle, le football professionnel languedocien, en comptant dans ses rangs les meilleurs joueurs de l’USOM, du Nîmes Olympique, de l'Olympique d'Alès, du FC Sète et du CO Perpignanais. Les Languedociens finissent avant-dernier du championnat fédéral et sont éliminés en quarts de finale de la coupe de France.
Redevenu le SOM, les Montpelliérains retrouvent l'élite à l'issue de la saison 1945-1946 qui les consacre champion de France de Division 2 pour la première fois de leur histoire. Cette remontée est due à une équipe à forte teinte languedocienne (Hervé Mirouze, Louis Favre notamment) encadrée par Istvan Zavadsky.
Après quatre années difficiles en première division, avec pour meilleur classement une douzième place en 1949, les somistes sont à nouveau relégués en division 2. Ils remontent néanmoins en 1952-1953 mais redescendent aussitôt. Au printemps 1953, le président Fox recrute l'ancien international gardien de but Julien Darui en qualité d'entraîneur-joueur. Neuf mois plus tard, Darui est limogé et le SOM est condamné à lui verser 5 000 000 de francs. De plus, des irrégularités comptables sont découvertes par la Fédération française de football et le président Fox est radié à vie.
Le club connaît alors huit années en division 2, terminant dernier en 1954 et 1956, dix-septième en 1955 et 1958. La défense somiste encaisse plus de 70 buts par saison entre 1954 et 1958 avec un record de 88 buts encaissés lors de la saison 1954-1955.
En novembre 1957, fait unique dans l'histoire du football professionnel français, un ecclésiastique, le chanoine Ferdinand Bessède, prend la présidence du club et succède à maître Jean Thévenet. Sous sa présidence, le club assainit ses finances et connaît une embellie sportive avec l'éclosion de Guy Van Sam, Marc Bourrier et Joseph Bonnel, rapidement vendus pour renflouer les caisses, et aux talents des recrues Sékou Touré, Abderrahman Mahjoub et Frédéric N'Doumbé.
Après une encourageante huitième place en 1961, les joueurs du Clapas remportent leur second titre de champion de France de division 2 l'année suivante. Ils parviennent également en demi-finale de la coupe de France où ils s'inclinent face au Nîmes Olympique (2-1). Pour son retour parmi l'élite, le SOM termine à la huitième place du championnat avec en prime le titre de meilleur buteur pour Sékou Touré mais dès la saison suivante, les Montpelliérains chutent à la dix-neuvième place et quittent à nouveau la division 1.

#### Derniers sursauts et abandon du statut professionnel

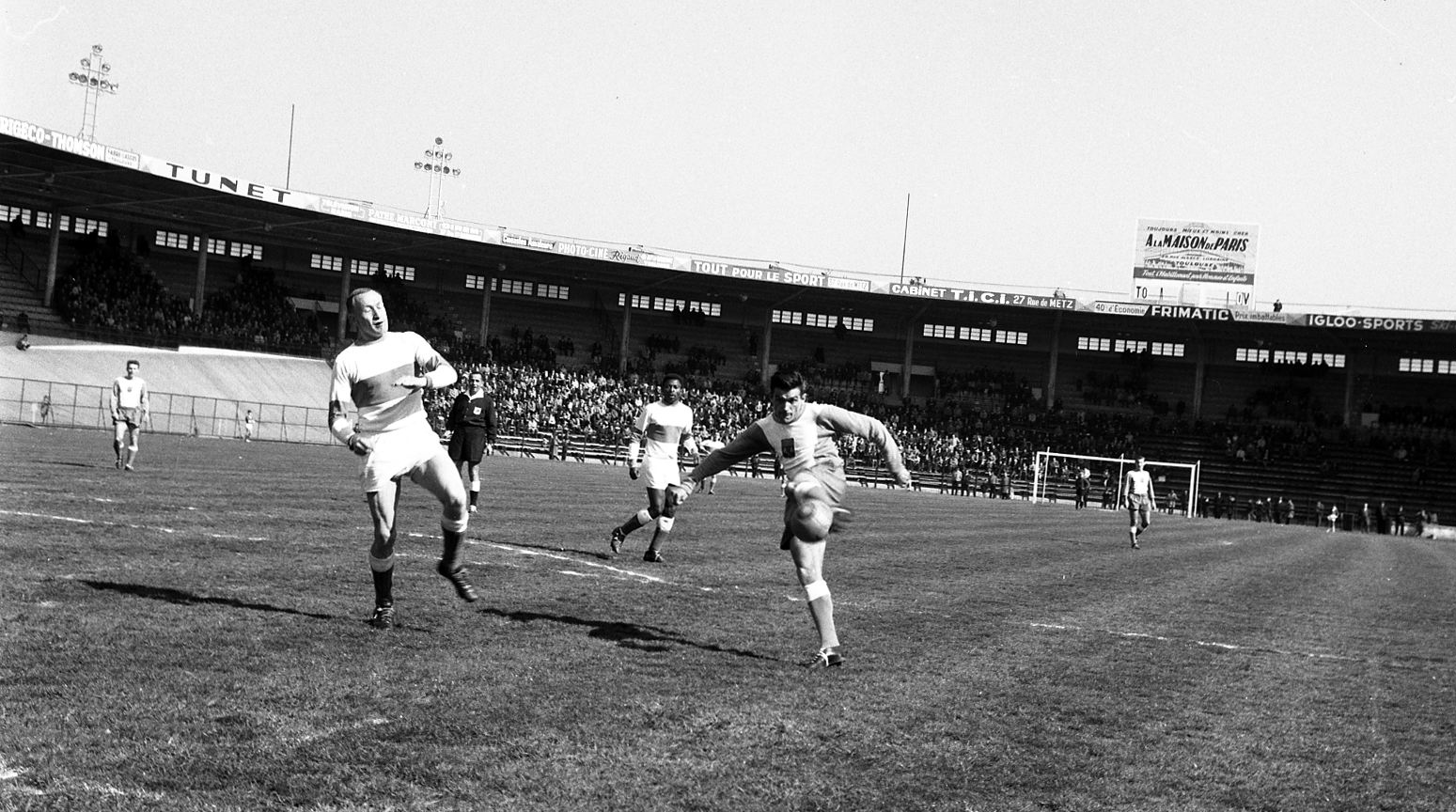
Match TFC-SOM en 1962 au Stadium de Toulouse.

Le SOM va alterner, durant six ans, le bon (huitième en 1964, sixième en 1965) et le moins bon (dix-septième en 1967 et 1969, seizième en 1968) en Division 2.
La coupe de France ne réussit plus aux somistes qui ne dépassent pas les 1/32e de finale. Ils atteignent néanmoins les demi-finales de la Coupe Drago en 1965 après avoir éliminé quatre clubs de division 1, mais chutent devant le RC Lens après prolongation (2-1).
Le SOM connaît à cette période deux évènements qui vont jouer un rôle important pour son avenir. En 1966, le chanoine Bessède, trop pris par son ministère cultuel à Béziers, laisse la présidence à René Archimbeau après neuf ans à la tête du club. Lors de la saison 1967-1968, le SO Montpelliérain abandonne le parc des sports, promis à la démolition, pour rejoindre le nouveau stade Richter. Ce déménagement va provoquer la désaffection du public, qui ne se reconnaît pas dans ce nouveau stade trop grand, glacial, et plus loin du centre-ville.
Lors de son Assemblée générale d'avril 1969, le Groupement du football professionnel adopte de nouvelles dispositions pour l'engagement des équipes de deuxième division, en prévision de l'intégration du Championnat de France professionnel dans la pyramide nationale du football français. Ces dispositions concernent principalement la caution solidaire et personnelle, l'engagement de responsabilité de cinq dirigeants en cas de déficit, et différent critères sportif et matériels. Est prévu également, l'envoi du dossier d'engagement pour le Championnat de France professionnel de Division II, pour la saison 1969-1970, avant le 15 mai.
En grandes difficultés financières, le club ayant 500 000 francs (50 millions d'anciens francs d'avant 1960) de déficit auprès de l'URSSAF, le dossier d'engagement du SOM est incomplet. Le Conseil du GFP examine les documents du club en présence du président Archimbeau, et celui-ci, à l'issue des débats, décide de ne pas déposer de candidature du club pour la prochaine saison professionnelle. Le club abandonne le monde professionnel, après trente-sept ans de présence. Son équipe première, qui a été reléguée de division d'honneur deux ans auparavant, se trouve intégrée au Championnat de France amateurs pour la saison 1969-70.

#### Montpellier Littoral SC

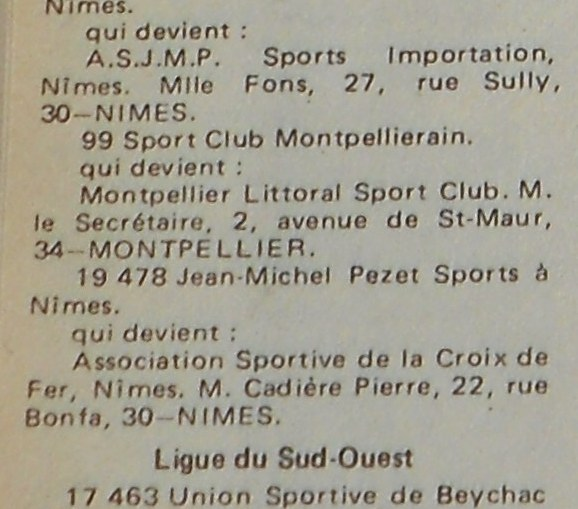
Extrait du changement de titre du SCM en MLSC.

Au Conseil national de juillet 1969, le projet d'unification des championnats amateurs et professionnels, avec l'institution d'un nouveau championnat National, pour des équipes à statut à la fois professionnel et amateur, est actée. L'Assemblée fédérale de la Fédération, en avril 1970 à Paris, valide la réorganisation des compétitions nationales, et au Conseil fédéral du 30 mai 1970, la mise en application du nouveau championnat National est voté, et l'organisation pour les deux saisons à venir est fixée : un championnat de France professionnel avec un groupe unique de vingt clubs, un championnat National de trois groupes de seize clubs, et un championnat de France amateur de six groupes de douze clubs.
Pour composer le Championnat National, 48 clubs sont à désigner, suivant l'article 4 de son règlement, les clubs suivants sont qualifiés pour disputer le Championnat National 1970-1971, sous réserve de satisfaire aux règlements en vigueur (amateur, professionnel, FFF, Ligues...), de participer à la Coupe de France, et de s'engager dans la coupe régionale de leur Ligue. Il s'agit des quatorze clubs autorisés à utiliser des joueurs professionnels, non qualifiés pour le Championnat de France professionnel, et des trois premiers des cinq groupes du CFA 1969-1970, soit quinze clubs. Reste 19 équipes à choisir par une commission spéciale, nommée par le Conseil fédéral.
Le SOM après une saison difficile en CFA, et une place de neuvième sur treize, rentre dans cette dernière catégorie. Toujours endetté et alors qu'il va déposer le bilan, c'est sous l'impulsion de Me Jean Thévenet, qu'il se transforme en Montpellier Littoral puis fusionne avec le Sport Club Montpelliérain, le doyen des clubs montpelliérains créé en 1908 par le père Gustave Fabre. Cette fusion avec le SCM donne naissance au Montpellier Littoral Sport Club (MLSC) en mai 1970 et permet au club d'être repêché sur dossier dans la toute nouvelle division 2 « open ». Le MLSC adopte alors le numéro fédéral du Sport Club Montpelliérain, le no 50099. Lors de sa séance du 29 mai 1970, le Conseil d'administration du Groupement du football professionnel autorise (provisoirement), le Montpellier-Littoral, à utiliser des joueurs professionnels.
Le MLSC dirigé par Hervé Mirouze ne reste que deux ans en seconde division. En proie de nouveau aux difficultés financières, il n'est pas autorisé à repartir dans ce championnat en 1972-1973 et se retrouve relégué en division 3. Classé à la quinzième position dans le groupe Sud au printemps 1974, le club connaît une nouvelle relégation et quarante-deux ans après, le Montpellier LSC redécouvre la division d'honneur du Sud-Est. La majorité de l'effectif, notamment Serge Delmas, quitte alors le club et rejoint la Formation Sportive de Nettoiement, le club corporatif de Louis Nicollin.
Le 1er juin 1974, les supporteurs connaissent une nouvelle fusion entre le Montpellier Littoral SC et l'AS Paillade, club créé en 1967, tout juste promu en promotion d'honneur. L'ASP est un club en pleine expansion mais il manque de dirigeants et d'éducateurs pour viser plus haut et mettre en place de bonnes équipes de jeunes. Le MLSC est lui abandonné par ses derniers supporteurs mais possède en revanche des éducateurs d'expérience, il compte également 300 jeunes licenciés. Le rapprochement entre les deux associations est donc tout naturel et débouche sur une fusion. Le club prend alors le nom de Montpellier la Paillade Sport Club Littoral (MPSCL) et déménage au stade de la Mosson, petit stade du quartier de La Paillade.
Cette fusion n’empêche pas cependant au MPSCL d'être dernier de son groupe de division d'honneur après cinq journées. Le club n'a remporté aucun de ces matchs perdant ainsi 5-0 contre l'Indépendante Pont-Saint-Esprit à domicile. Dans le même temps, la Formation Sportive de Nettoiement vient de réaliser de belles performances sportives en étant finaliste de la coupe de France corporative au printemps 1974.
À l'instigation d'un journaliste de Midi libre, Carlo Llorens, un rapprochement a lieu entre Louis Nicollin et les dirigeants du MPSCL. Le 5 novembre, après des négociations difficiles, ces derniers acceptent de démissionner du comité directeur pour laisser entrer Louis Nicollin en qualité de coprésident aux côtés de Roger Prouget, président du MLSC puis du MPSCL. Nicollin dissout son équipe corporative et « transfère » ses joueurs au Montpellier la Paillade Sport Club Littoral. Le club fait alors une spectaculaire remontée et se maintient en finissant huitième de son groupe de division d'honneur.

### De la Paillade au Montpellier Hérault SC (1974-1989)

#### De la Division d'Honneur à la Division 1 en huit ans

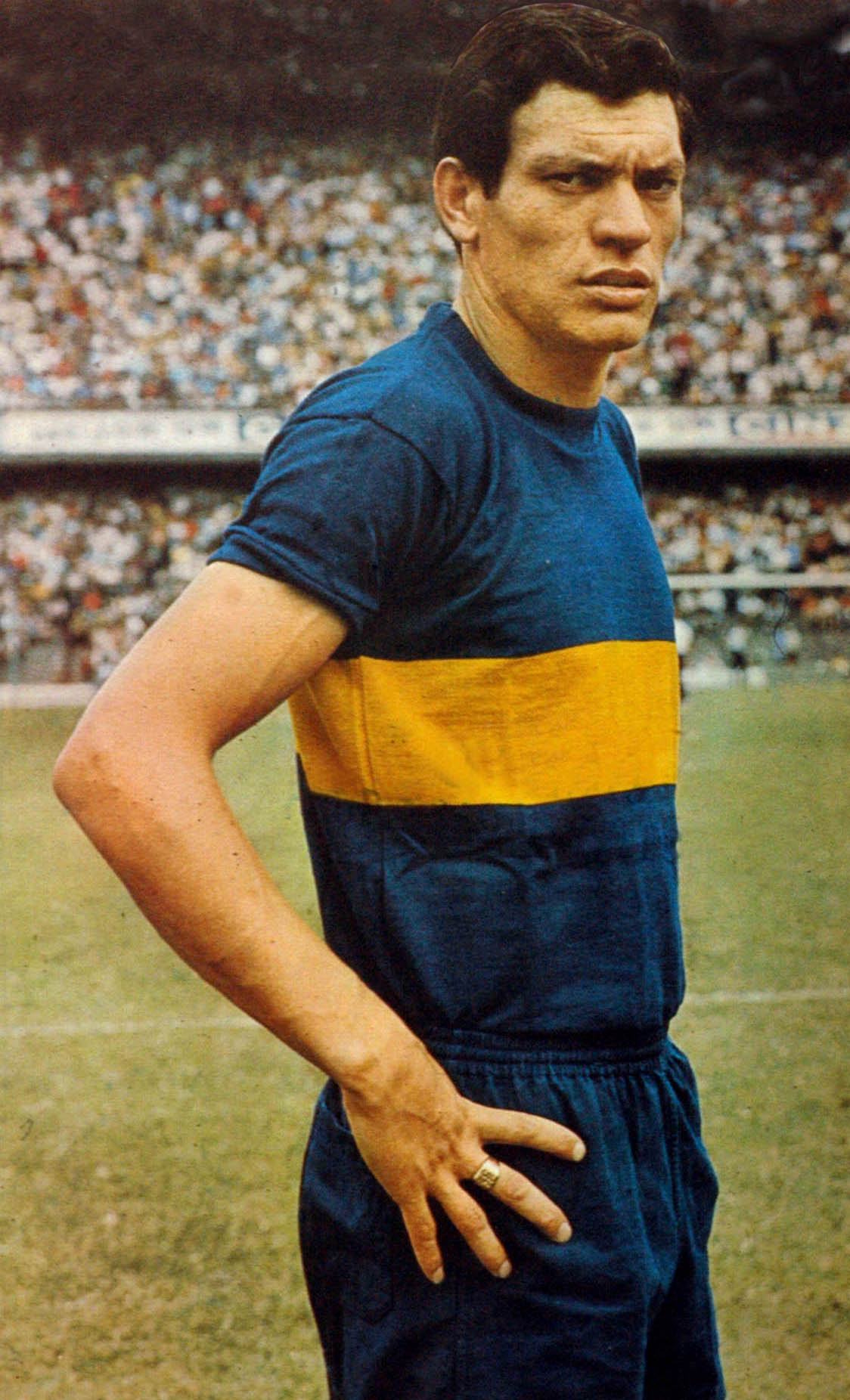
Hugo Curioni, 21 buts en 48 matchs de Division 2.

En 1975, Louis Nicollin, devenu très vite l'unique président du club, réalise son premier coup d'éclat en faisant signer Fleury Di Nallo, l'ex-petit prince de Gerland. Le MPSCL se classe alors premier du groupe sud-est de division d'honneur et monte en troisième division après des barrages remportés contre le Hyères FC. Fleury Di Nallo termine meilleur buteur du groupe avec vingt et un buts. Le club se fait également remarquer en coupe de France en atteignant les 16e de finale où il s'incline face à l'US Dunkerque.
L'année suivante, le Montpellier Paillade Sport Club (MPSC), la particule Littoral étant abandonnée, est entraîné par Robert Nouzaret et finit huitième du groupe Sud de division 3. L'équipe est un mélange entre de jeunes joueurs (Jean-Louis Gasset, Jean-Marc Valadier, Mama Ouattara) et d'anciens de première division tels que Luigi Landi, Henri Augé, Jean-Pierre Betton et Fleury Di Nallo. C'est encore en coupe de France que La Paillade fait parler d'elle au niveau national, en éliminant l'Olympique de Marseille, le tenant du titre, 2-1 en 1/32e de finale cependant le club est éliminé par le Nîmes Olympique au tour suivant. Le MPSC accède dès la saison suivante à la seconde division en finissant second derrière la réserve de l'OGC Nice et ce quarante mois seulement après le début de la présidence de Louis Nicollin.
Le club redevenu professionnel voit son effectif profondément remanié pour cette saison en seconde division. Dix nouveaux joueurs rejoignent le club, notamment Alain Hopquin et Patrick Baldassara en défense et Hugo Curioni et Bernard Ducuing en attaque. Des héros de la montée ne subsistent que Jean-Louis Gasset, Eric Edwige et Mama Ouattara. Le club finit sixième du championnat après avoir été longtemps en course pour les barrages. En coupe, le club élimine successivement deux clubs de division 1, le voisin nîmois et l'Olympique lyonnais avant d'être éliminé par l'AJ Auxerre en huitièmes de finale.
Pour sa seconde saison en Division 2, l'effectif est encore renforcé avec la signature de Guy Formici, Régis Durand, José Pasqualetti et des internationaux Jacky Vergnes, Michel Mézy et Christian Sarramagna. En championnat, malgré les dix-neuf buts de Jacky Vergnes, meilleur buteur du groupe B, le club finit à la huitième place. En coupe, les Pailladins effacent le RC Lens puis l'AS Saint-Étienne de Michel Platini en quart de finale grâce à un but de Jacky Vergnes. En demi-finale, le club est opposé à l'AS Monaco. Après une défaite 2-1 à l'extérieur, les Héraultais ne s’inclinent, au match retour, que dans les prolongations (4-2).
En 1980, Kader Firoud succède à Robert Nouzaret au poste d'entraîneur. Le MPSC finit premier du groupe A de division 2 et accède ainsi à la première division, sept ans après sa reprise en main par Louis Nicollin. La défense, dirigée par le capitaine Michel Mézy, n'encaisse lors de cette saison que dix-sept buts. Le Montpellier PSC ne parvient cependant pas à remporter le titre de champion national de division 2 s'inclinant sur deux matchs face au Stade brestois (5-2). Dans le même temps, le club reste fidèle à son statut d'équipe de coupe en atteignant les quarts de finale après avoir battu l'OGC Nice et le FC Metz, équipes de première division. Ils s'inclinent contre l'AS Saint-Étienne qui prend ainsi sa revanche de l'année précédente (3-2 sur les deux matchs).
Pour ce retour au premier plan national, le club recrute notamment Victor Trossero, Jacques Santini et le Brésilien Luizinho. Mais les Pailladins déchantent vite et se retrouvent aux dernières places du championnat subissant des défaites retentissantes, 6-1 face au Lille OSC, 7-0 face au FC Nantes. Les recrues n'apportent pas le plus espéré, les héros de la montée sont vieillissants et souvent blessés. À la trêve, Kader Firoud est démis de ses fonctions et remplacé par Jacques Bonnet, Michel Mézy abandonne le terrain devenant manager général. Cela ne suffit pas pour sauver le club qui finit dernier avec la plus mauvaise attaque et la plus mauvaise défense du championnat. Les Pailladins sont même éliminés au premier tour de la coupe de France par l'US Sanary-sur-Mer, un club amateur. Louis Nicollin, désabusé, déclare en fin de saison « Certains joueurs ont abusé de mes faiblesses et ont lamentablement laissé tomber le club. Je souhaite ne jamais revivre une saison comme celle-là! ».

#### Division 2 puis remontée
Le retour à la division 2 en 1982 se fait sous le signe de la rigueur, le club s'étant endetté à la suite de l'effort de recrutement effectué pour le passage en division 1. Victor Trossero, Luizinho et les anciens Christian Sarramagna, Guy Formici et Alain Hopquin, quittent le club. L'équipe bénéficie cependant du retour de Jean-Marc Valadier, tout juste champion de France avec l'AS Monaco, attiré par les promesses de reconversion au sein du groupe de Louis Nicollin. Après quatre défaites de suite faisant entrevoir le pire, le club enchaîne cinq victoires pour se relancer et finalement terminer septième du groupe A de division 2.

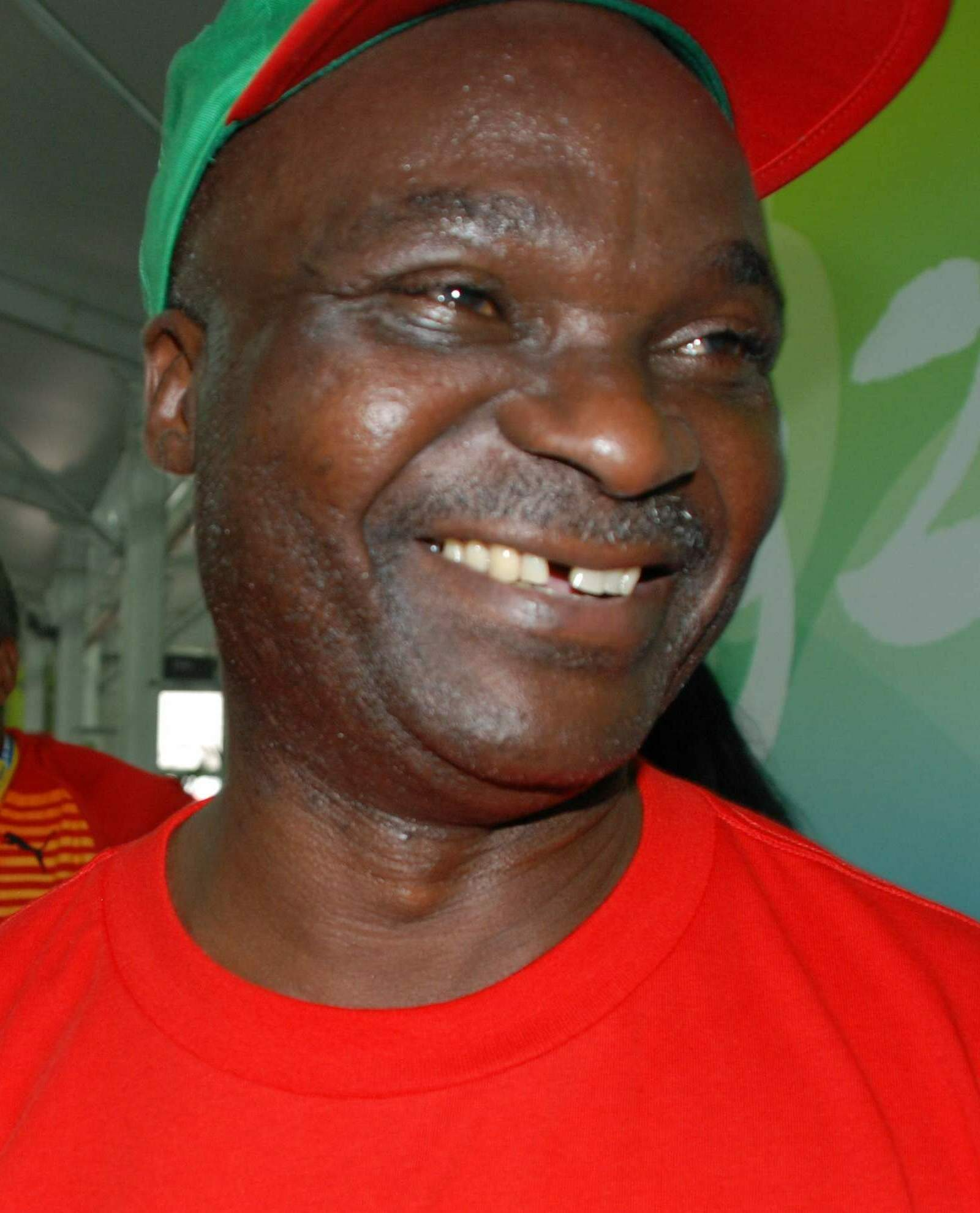
L'attaquant international camerounais Roger Milla, grand artisan de la remontée du club en 1986-1987.

Les deux saisons suivantes en division 2 sont marquées par l'émergence des jeunes joueurs formés au club comme Gérald Passi, Franck Passi, Laurent Blanc, Pascal Baills et Kader Ferhaoui. Le MPSC, de nouveau entraîné par Robert Nouzaret, termine dans le haut du tableau en se classant cinquième puis quatrième de son groupe, ratant les barrages pour un point en 1984-1985.
Michel Mézy succède à Robert Nouzaret en 1985 et le club finit cinquième de son groupe de championnat avec la meilleure attaque et le meilleur buteur du groupe, Jean-Marc Valadier avec vingt-deux buts. En 1986, Louis Nicollin fixe l'objectif dès le début de saison « On monte ou je m'en vais ! ». Pour l'atteindre, le club recrute Stéphane d'Angelo au poste de gardien, Nenad Stojkovic et Franck Lucchesi en défense, Jean-Claude Lemoult et Gérard Bernardet au milieu et enfin Roger Milla en attaque. Malgré un mauvais départ, deux défaites et deux nuls lors des cinq premières journées, le club prend la tête du championnat dès le 21 octobre et ne la quitte plus. Lors du dernier match du groupe, les Pailladins dominent l'Olympique lyonnais 3-1 et accèdent ainsi à la première division six ans après grâce à un trident offensif composé de Laurent Blanc, de Gérard Bernardet et de Roger Milla qui inscrit quarante et un des soixante-treize buts du club, et sur une défense solide bien dirigée par Stéphane d'Angelo et Nenad Stojkovic. Dans le match des champions de division 2, les Héraultais s'imposent face aux Chamois niortais (4-1) sur l'ensemble des deux matchs.
Pour éviter de reproduire les erreurs de 1981, Louis Nicollin et Michel Mézy, redevenu manager général, procèdent à un recrutement ciblé et non massif. Cinq joueurs seulement rejoignent le club : un gardien, Albert Rust, un défenseur Júlio César recruté au Stade brestois pour 8 000 000 francs, un milieu Thierry Laurey et deux attaquants Christian Pérez et Patrick Cubaynes. L'équipe entraînée par Pierre Mosca s'impose dès l'automne comme un prétendant aux premières places, le Paris SG est battu 4-1, le Matra Racing 6-1. En fin de saison, le club réalise un parcours exceptionnel : sur les douze derniers matchs, il ne concède que deux matchs nuls, marque trente-trois buts et s'impose à neuf reprises dont un 5-0 contre l'AS Saint-Étienne puis un 4-0 contre l'Olympique de Marseille. Les Montpelliérains finissent troisièmes du championnat avec la meilleure attaque et la meilleure différence de but de Division 1 obtenant ainsi une qualification en coupe UEFA.
Parallèlement au retour du football montpelliérain au premier plan, Louis Nicollin transforme le MPSC en club omnisports (football, rugby, basket, handball et athlétisme) entre les années 1985 et 1989.
Mais la municipalité ne voit pas d'un très bon œil que le sport montpelliérain soit sous la coupe d'un seul homme. Sous la pression du maire Georges Frêche, les sections vont prendre leur autonomie et le MPSC redevient un club exclusivement tourné vers le football.

### Le Montpellier Hérault SC (depuis 1989)

#### Division 1 et victoire en coupe de France (1989-1999)

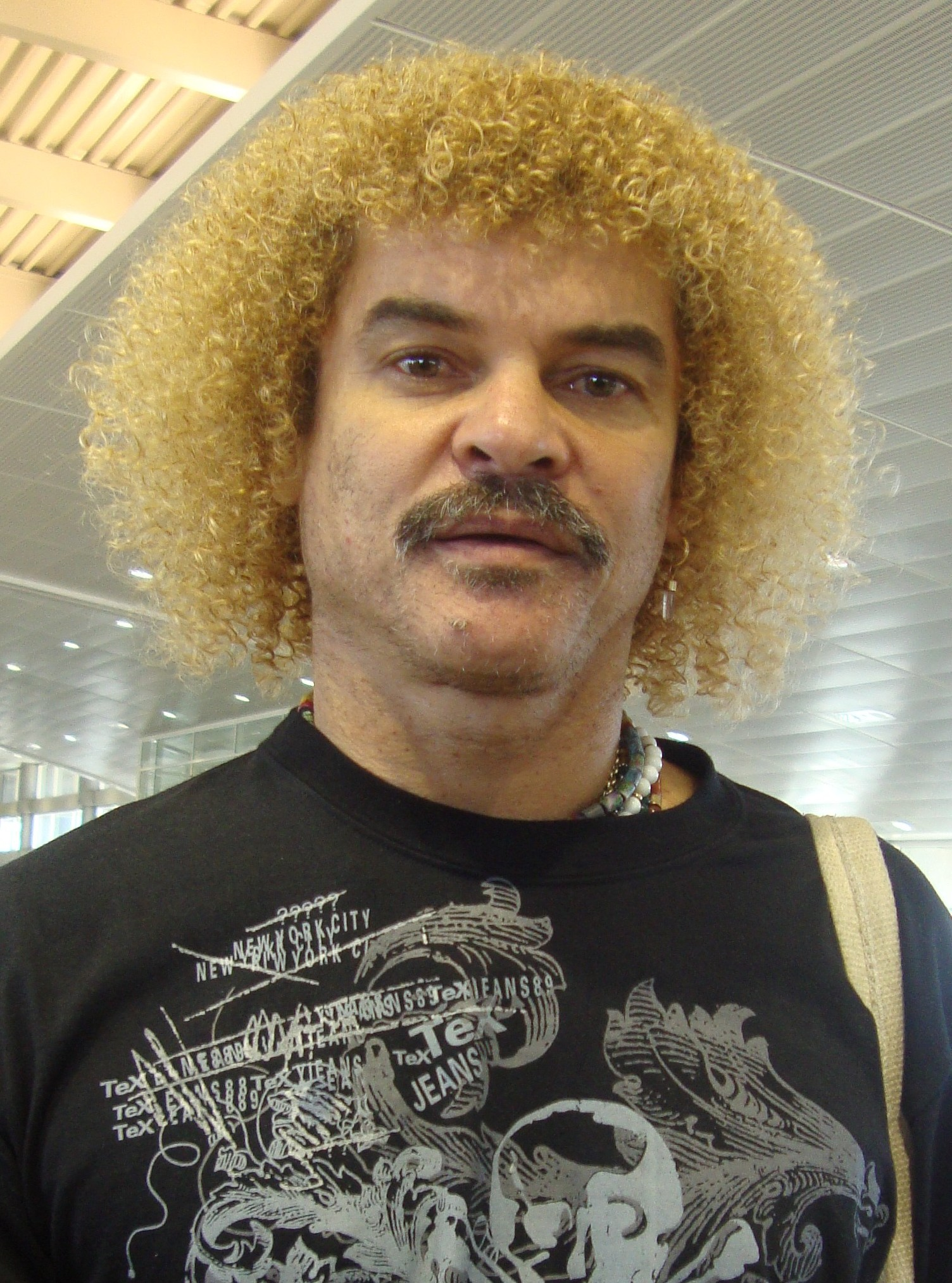
Carlos Valderrama en 2010.

En 1989, le club est rebaptisé Montpellier Hérault Sport Club (MHSC) à la suite du soutien financier du conseil général de l'Hérault et à celui accru de la ville de Montpellier. Il affiche ses ambitions en recrutant Aimé Jacquet, triple champion de France avec les Girondins de Bordeaux, comme entraîneur ainsi que le meilleur joueur sud-américain de l'année, Carlos Valderrama, un tandem victorieux du championnat d'Europe espoirs 1988 qu'est Éric Cantona et Stéphane Paille, Wilbert Suvrijn, champion d'Europe avec les Pays-Bas, ainsi que Daniel Xuereb et Vincent Guérin. La saison se révèle cependant chaotique, le club est englué dans les dernières places du championnat et un incident de vestiaire oppose Éric Cantona et Jean-Claude Lemoult à la suite d'une défaite à Lille. Au printemps, alors que le club est lanterne rouge, Aimé Jacquet est remercié et Louis Nicollin rappelle Michel Mézy qui redonne vie au groupe et convainc Laurent Blanc de reculer au poste de libéro aux côtés de Julio César. Le club termine finalement la saison treizième et, en coupe de France, écrit une des plus belles pages de son histoire. Après avoir éliminé successivement le FC Istres, le CS Louhans-Cuiseaux, le FC Nantes et l'Olympique avignonnais, les Pailladins battent en demi-finale l'AS Saint-Étienne à Geoffroy-Guichard grâce à un but d'Éric Cantona. En finale, le club est opposé au Matra Racing et au bout d'un match tendu, les Héraultais s'imposent en prolongations grâce à un but de Laurent Blanc sur coup franc et un but de Kader Ferhaoui. Quatre jours après, Michel Mézy quitte cependant le club et rejoint le Nîmes Olympique.
Lors de la saison 1990-1991, le MHSC, entraîné par Henryk Kasperczak est l’auteur d’un parcours remarquable en coupe des vainqueurs de coupes. Opposé au premier tour au PSV Eindhoven de Romário, le club s'impose 1-0 à domicile grâce à Jacek Ziober puis résiste brillamment à l'extérieur (0-0). Devant la suffisance des Néerlandais qui avaient pris de haut son équipe, Louis Nicollin déclare « Ils nous ont pris pour des jambons et nous leur avons montré qui nous étions ». Les Montpelliérains effacent ensuite le Steaua Bucarest (5-0 puis 3-0 à l'extérieur) et retrouvent en quarts de finale le grand Manchester United futur vainqueur de l'épreuve. Les Pailladins obtiennent le partage des points à Old Trafford mais s'inclinent lors du match retour (0-2). En championnat, les joueurs, usés mentalement par la coupe d'Europe, sont moins performants et le club ne finit que septième. À l'intersaison, le club voit partir Laurent Blanc, transféré au SSC Naples, Carlos Valderrama, Daniel Xuereb et Jean-Claude Lemoult. Le Montpellier Hérault remporte tout de même en début de saison 1991, la coupe de la Ligue en s'imposant face au SCO Angers (3-1) et finit ensuite à la sixième place du championnat grâce notamment aux quatorze buts de Fabrice Divert.
Aljoša Asanović est la principale recrue de la saison 1992-1993 où Gérard Gili succède à Henryk Kasperczak au poste d'entraîneur et a pour adjoint Jean-Louis Gasset. Le club finit dixième du championnat et atteint les quarts de finale de la coupe de France. Une nouvelle génération de joueurs formés au club apparaît en équipe première, celle-ci atteint l'année suivante la finale de la coupe de la Ligue où le club s'incline face à Lens (3-2). Le Montpellier HSC s'incline également en finale de la coupe de France contre l'AJ Auxerre (3-0), avec sept joueurs issus du centre de formation sur la pelouse.
La saison suivante, le club lutte toute l'année contre la relégation. Alors que le MHSC est lanterne rouge à la fin des matchs allers, Gérard Gili est remplacé par Michel Mézy de retour du Nîmes Olympique et le club redresse la situation et termine dix-septième du championnat.
En 1995, le club recrute comme gardien Bruno Martini et comme attaquant Ibrahima Bakayoko, qui va remporter la coupe Gambardella en fin d'année. Le club finit à la sixième place, ce qui lui ouvre les portes de la coupe de l'UEFA pour la seconde fois de son histoire. Le Montpellier Hérault atteint la demi-finale de la coupe de France où il est le grand favori du match contre les voisins nîmois, alors en National. Les Pailladins s'inclinent 1-0, provoquant la fureur du président Nicollin.
Les saisons suivantes, le club finit dans le ventre mou du championnat, il atteint les demi-finales de la coupe de la Ligue en 1997 et en 1999. Il dispute également la coupe de l'UEFA en 1997 et la coupe Intertoto en 1998 dans un stade de la Mosson agrandi pour la coupe du monde de football de 1998.

#### Retour en division 2 (1999-2008)
En 1999-2000, le club, renforcé par Patrice Loko et Reynald Pedros, réalise un bon début de saison. L'équipe gagne à domicile contre Lyon et Marseille et remporte la coupe Intertoto face à Hambourg. Ces débuts encourageants ne sont qu'un feu de paille : le MHSC ne remporte qu'un seul de ses treize matchs de la mi-septembre à la trêve. Le remplacement de Jean-Louis Gasset par Michel Mézy à la mi-saison n'entraîne pas, cette fois-ci, le redressement du club. Le club descend en Division 2 après treize saisons consécutives parmi l’élite.
Louis Nicollin laisse alors la gestion du club à son fils Laurent en gardant cependant son poste de président de la SASP. D'un point de vue sportif, le Montpellier HSC termine troisième du championnat, synonyme de remontée, sans avoir quitté les premières places de toute la saison. Le club termine avec la meilleure défense du championnat.
Le retour en Division 1 se fait dans l'austérité : le MHSC recrute peu et fait principalement confiance à son centre de formation, neuf nouveaux contrats professionnels sont ainsi signés. Le club va d'ailleurs de plus en plus s'appuyer sur son centre au cours des saisons suivantes. À la douzième journée du championnat, le club est relégable et Michel Mézy est démis de ses fonctions par Louis Nicollin. Il est remplacé par un trio d'entraîneurs mené par Gérard Bernardet. En fin de saison 2002-2003, le trajet que celui-ci effectue à vélo jusqu’à Lourdes pour fêter le maintien in-extremis des Héraultais parmi l’élite n’évite pas la relégation lors de l’exercice suivant avec une série noire de quatorze matchs sans victoire et des lourdes défaites comme face au Paris SG (6-1).
De nouveau en Ligue 2, et après deux saisons de transition sans moyens financiers importants, Teddy Smith ayant mis fin à un partenariat de cinq années avec le club, le MHSC entend retrouver la Ligue 1 au plus vite avec Jean-François Domergue. Après deux saisons médiocres, le club se retrouve sous la menace de la relégation en National. Devant cette situation, Louis Nicollin retire avec fracas la responsabilité de l'équipe première à Jean-François Domergue et, après le refus de Laurent Blanc, engage Rolland Courbis. L'opération maintien est un succès grâce à une victoire obtenue sur un penalty de Víctor Hugo Montaño, lors de la dernière journée, contre Grenoble (1-0).
Lors de la saison suivante, l'équipe se maintient toute la saison dans la première moitié du classement et termine à la huitième place.

#### Le renouveau du club et son apogée (2008-2018)

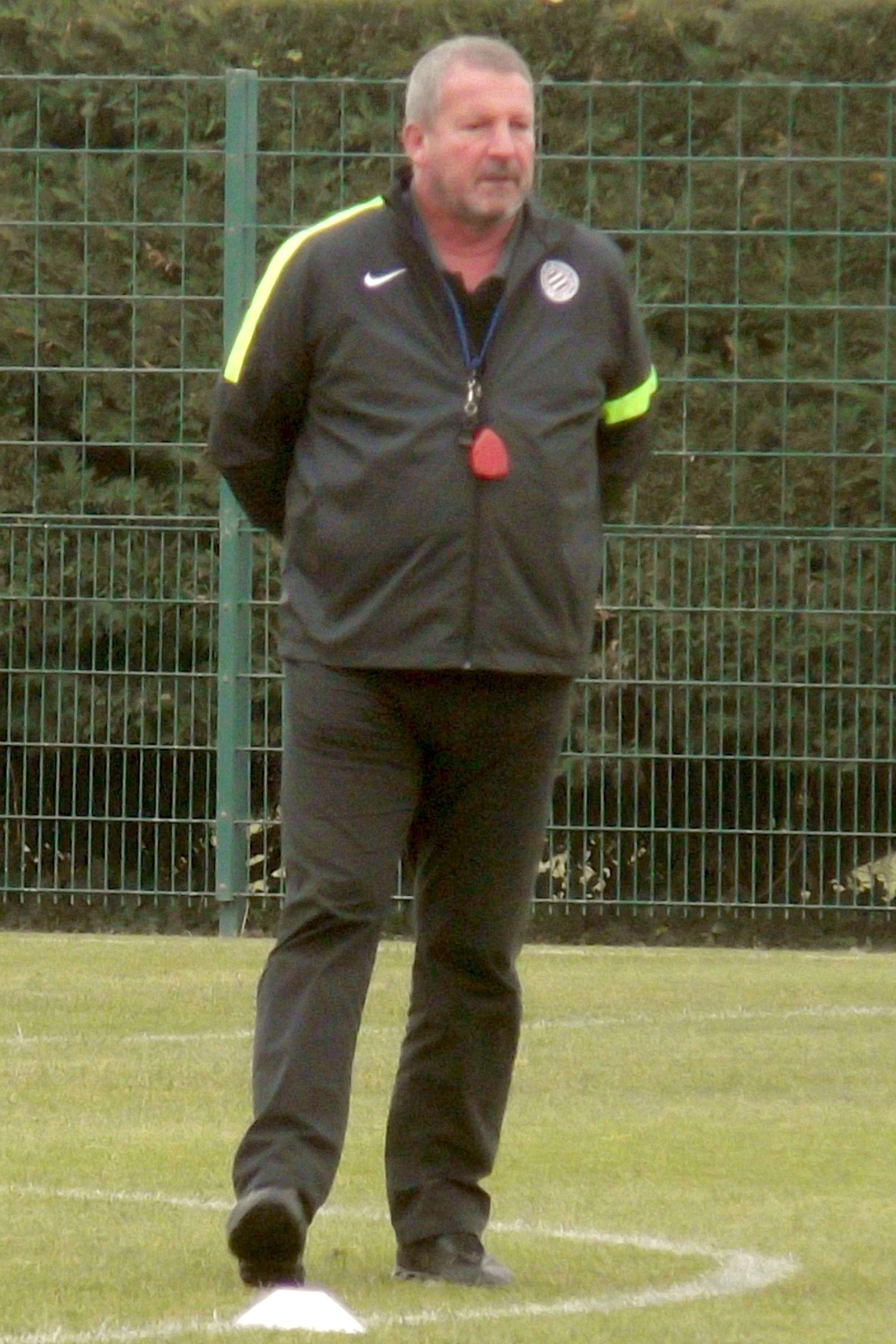
Rolland Courbis, l'entraîneur du sauvetage en Ligue 2 puis de la remontée en Ligue 1.

En 2008, le club réalise un recrutement de qualité en engageant Joris Marveaux et Tino Costa, venus respectivement du Clermont Foot et du FC Sète et se fait prêter Garry Bocaly par l'Olympique de Marseille. À six journées de la fin, à la suite des défaites dans le derby face au Nîmes Olympique puis face au RC Lens, le Montpellier Hérault est sixième à cinq points de la troisième place.
Une belle fin de saison lui permet de jouer un match décisif pour la montée, face au RC Strasbourg, lors de la dernière journée. Montpellier s'impose 2-1 sur deux buts de Joris Marveaux et Tino Costa, le gardien montpelliérain Johann Carrasso arrêtant un penalty.
Le MHSC retrouve la Ligue 1, cinq ans après l'avoir quittée, avec la meilleure attaque du championnat. Ce match est également marqué par la fin de carrière du capitaine Bruno Carotti et par le départ de l'entraîneur de la remontée Rolland Courbis.
De retour dans l'élite, René Girard est nommé entraîneur. Pour assurer le maintien, le MHSC s'appuie sur les joueurs de la montée et sur des recrues d'expérience comme Cyril Jeunechamp, Romain Pitau, Geoffrey Dernis et Emir Spahić. L'ex-entraîneur des espoirs français met en place un jeu rapide à base de pressing et de passes courtes salué par la presse.
Les Héraultais réalisent une première partie de saison inespérée, en étant troisièmes du championnat à la trêve hivernale puis deuxièmes au soir de la vingt et unième journée. Les Pailladins accomplissent de beaux exploits comme la victoire à Gerland contre l'Olympique lyonnais (2-1) lors de la dix-neuvième journée ou encore celle contre l'Olympique de Marseille (2-0) lors de la vingt-deuxième journée. Relégué à la sixième place du championnat après une défaite face à l'Olympique lyonnais (0-1), le Montpellier HSC termine cinquième du championnat à la suite d'une victoire au Parc des Princes (3-1) et se qualifie ainsi pour la Ligue Europa. La saison suivante, le club voit l'arrivée de Olivier Giroud, meilleur buteur de la saison passé en Ligue 2 avec Tours, Hasan Kabze du Roubine Kazan, et Marco Estrada, qui évolue alors au Universidad de Chile, pour pallier les départs des cadres Tino Costa et Victor Hugo Montaño. Le MHSC parviendra en finale de la coupe de la Ligue où il est battu par l'Olympique de Marseille (1-0). En championnat, après un bon début de saison, le club termine à la 14e place.

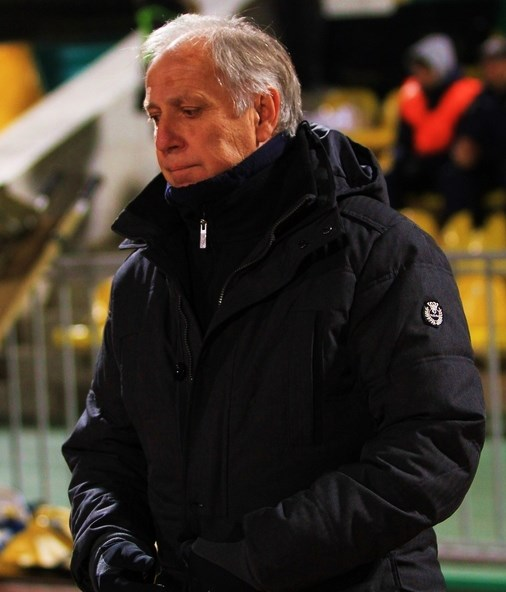
René Girard, l'entraîneur qui a offert le premier titre de champion de France au club en 2012.

Lors de la troisième saison du club depuis son retour dans l'élite, le Montpellier HSC déjoue tous les pronostics de début de saison en devenant pour la première fois de son histoire champion de France lors de l'ultime journée d'une saison où le club n'aura quitté qu'une seule fois les deux premières places. Pour réaliser cette performance, René Girard s'appuie sur de jeunes joueurs ayant remporté la Coupe Gambardella 2008-2009 comme Younès Belhanda, sur des joueurs d'expérience tels Vitorino Hilton arrivé lors de l'intersaison et des joueurs confirmant leur potentiel comme Olivier Giroud, qui termine meilleur buteur du championnat, et Henri Bedimo, recruté à l'intersaison au RC Lens. La saison suivante, le club termine dernier de la Ligue des champions avec deux points, obtenus contre le premier du groupe, le Schalke 04 au match aller (2-2) et retour (1-1), et en championnat, se classe à la 9e place du classement, sans jamais avoir donné l'impression d'être capable de défendre son titre. Au cours de cette saison, René Girard annonce qu'il quittera le club à la fin de la saison, à la suite de quelques brouilles avec le président Louis Nicollin. Lors de la saison suivant, Louis Nicollin choisit par lui-même de prendre Jean Fernandez comme nouvel entraîneur du MHSC. Malgré une victoire 5-1 à domicile contre l'Olympique Lyonnais lors de la première moitié de saison, Jean Fernandez est poussé à la démission avec un bilan de seulement 2 victoires pour 9 nuls et 5 défaites. C'est Rolland Courbis qui fait son retour sur le banc en endossant à nouveau le rôle de sauveur et réussit, malgré une saison compliquée, à terminer à la 15e place.
Lors de la saison 2014-2015, l'attaquant paraguayen Lucas Barrios arrive en prêt depuis le FK Spartak Moscou à l'intersaison. Le club termine à une inespérée septième place, échouant de peu à obtenir une qualification européenne. La saison suivante, Rolland Courbis ne réédite pas l'exploit et sort par la petite porte au cœur de l'hiver, alors que le club est relégable. C'est finalement Frédéric Hantz qui dynamise à nouveau l'équipe et permet au Montpellier HSC de sauver sa saison dans l'élite. Ce dernier est finalement mis à pied fin janvier 2017 à la suite des mauvais résultats sportifs du club et à des brouilles répétées avec son président, Louis Nicollin. Il est remplacé par Jean-Louis Gasset, assisté de Ghislain Printant, qui s'engage pour deux ans et demi. Le club termine à la 15e en ayant lutté jusqu'au bout pour le maintien. Jean-Louis Gasset quitte ses fonctions à la fin de la saison. C'est Michel Der Zakarian qui lui succède avec Franck Rizzetto comme adjoint, tous deux en provenance du Stade de Reims.
Le 29 juin 2017, le président historique du club, Louis Nicollin, décède d'un arrêt cardiaque le jour de son 74e anniversaire. C'est son fils Laurent Nicollin, jusqu'alors président délégué du club, qui lui succède. Le 5 août, lors de la première journée du championnat de France qui confronte le MHSC au SM Caen, le club joue exceptionnellement avec un maillot noir, le match étant dédié au président Louis Nicollin décédé un mois plus tôt. Les pailladins débutent la saison 2017-2018 de la plus belle des manières en remportant le match 1-0 par un but du doyen de l'attaque héraultaise, Souleymane Camara. Le reste de la saison est un peu moins flamboyant, les pailladins terminent le championnat à la 10e place, après avoir longtemps lutté pour obtenir une place européenne.

#### Les banderoles de janvier 2023 et la lutte contre les discriminations
En janvier 2023, la justice française ouvre une enquête à la suite de l'initiative de supporters du club qui ont affiché lors d'un match des banderoles à caractère injurieux et homophobe. L'action est dénoncée par les médias, par la ministre des sports Amélie Oudéa-Castéra, par la ville de Montpellier et par le club et son président, Laurent Nicollin, organisateur avec les joueurs d'une journée contre l'homophobie en octobre 2022.

## Image et identité

### Date de fondation
Arrivé au club le 5 novembre 1974, Louis Nicollin rachète pour 400 000 francs à l'ancien président Jean Thévenet un MPSCL déjà existant et déjà engagé en compétition. Cependant les dirigeants actuels considèrent que le MHSC a été créé à l'arrivée de Louis Nicollin en qualité de coprésident, 1974 apparaît ainsi sur le logo du club et les « 30 ans du club » ont été fêtés en novembre 2004, le palmarès et les résultats antérieurs à cette date de création étant oubliés.

### Noms et logos
Le nom du club a subi des changements tout au long de son histoire. Initialement Stade Olympique Montpelliérain, il devient le Sports Olympiques Montpelliérains entre 1926 et 1937 pour souligner le caractère omnisports du club. En 1937, il est baptisé à nouveau Stade Olympique Montpelliérain afin d'échapper aux créanciers. En 1941 et durant trois saisons, le club est forcé par les autorités de Vichy à fusionner avec le club de rugby montpelliérain (USM : Union Sportive Montpelliéraine) et est connu alors sous le sigle USOM (Union des Sports Olympiques Montpelliérains).
En 1970, le SOM se transforme en Montpellier Littoral SC puis en Montpellier la Paillade Sport Club Littoral en 1974. En 1976, la particule Littoral est supprimée et le club est rebaptisé Montpellier Paillade Sport Club avant d'adopter son nom actuel en 1989, Montpellier Hérault Sport Club. Lorsque Laurent Nicollin prend en main la gestion du club, il remplace le logo "grand « M »" par le logo actuel, ressemblant à celui du Bayern Munich et de l'Espanyol Barcelone. En juillet 2014, le club présente pour les 40 ans à la tête du club de Louis Nicollin, un logo spécifique pour la saison 2014-2015.
| La Vie au Grand Air du Languedoc (1917-1919)    | La Vie au Grand Air du Languedoc (1917-1919)    | La Vie au Grand Air du Languedoc (1917-1919)    | La Vie au Grand Air du Languedoc (1917-1919)    | La Vie au Grand Air du Languedoc (1917-1919)    | La Vie au Grand Air du Languedoc (1917-1919)    |  |  | Stade Olympique Montpelliérain (1919-1926)              | Stade Olympique Montpelliérain (1919-1926)  | Stade Olympique Montpelliérain (1919-1926)  | Stade Olympique Montpelliérain (1919-1926)  | Stade Olympique Montpelliérain (1919-1926)  | Stade Olympique Montpelliérain (1919-1926)  |  |  | Sport Club Montpelliérain (1908-1970) | Sport Club Montpelliérain (1908-1970) | Sport Club Montpelliérain (1908-1970) | Sport Club Montpelliérain (1908-1970) | Sport Club Montpelliérain (1908-1970) | Sport Club Montpelliérain (1908-1970) |  |  |  |  |  |  |  |  |  |  |  |  |  |  |  |  |  |  |
| La Vie au Grand Air du Languedoc (1917-1919)    | La Vie au Grand Air du Languedoc (1917-1919)    | La Vie au Grand Air du Languedoc (1917-1919)    | La Vie au Grand Air du Languedoc (1917-1919)    | La Vie au Grand Air du Languedoc (1917-1919)    | La Vie au Grand Air du Languedoc (1917-1919)    |  |  | Stade Olympique Montpelliérain (1919-1926)              | Stade Olympique Montpelliérain (1919-1926)  | Stade Olympique Montpelliérain (1919-1926)  | Stade Olympique Montpelliérain (1919-1926)  | Stade Olympique Montpelliérain (1919-1926)  | Stade Olympique Montpelliérain (1919-1926)  |  |  | Sport Club Montpelliérain (1908-1970) | Sport Club Montpelliérain (1908-1970) | Sport Club Montpelliérain (1908-1970) | Sport Club Montpelliérain (1908-1970) | Sport Club Montpelliérain (1908-1970) | Sport Club Montpelliérain (1908-1970) |  |  |  |  |  |  |  |  |  |  |  |  |  |  |  |  |  |  |
|                                                 |                                                 |                                                 |                                                 |                                                 |                                                 |  |  |                                                         |                                             |                                             |                                             |                                             |                                             |  |  |                                       |                                       |                                       |                                       |                                       |                                       |  |  |  |  |  |  |  |  |  |  |  |  |  |  |  |  |  |  |
|                                                 |                                                 |                                                 |                                                 |                                                 |                                                 |  |  | Sports Olympiques Montpelliérains (1926-1937)           |                                             |                                             |                                             |                                             |                                             |  |  |                                       |                                       |                                       |                                       |                                       |                                       |  |  |  |  |  |  |  |  |  |  |  |  |  |  |  |  |  |  |
|                                                 |                                                 |                                                 |                                                 |                                                 |                                                 |  |  |                                                         |                                             |                                             |                                             |                                             |                                             |  |  |                                       |                                       |                                       |                                       |                                       |                                       |  |  |  |  |  |  |  |  |  |  |  |  |  |  |  |  |  |  |
| Union Sportive Montpelliéraine (1923-1941)      | Union Sportive Montpelliéraine (1923-1941)      | Union Sportive Montpelliéraine (1923-1941)      | Union Sportive Montpelliéraine (1923-1941)      | Union Sportive Montpelliéraine (1923-1941)      | Union Sportive Montpelliéraine (1923-1941)      |  |  | Stade Olympique Montpelliérain (1937-1941)              | Stade Olympique Montpelliérain (1937-1941)  | Stade Olympique Montpelliérain (1937-1941)  | Stade Olympique Montpelliérain (1937-1941)  | Stade Olympique Montpelliérain (1937-1941)  | Stade Olympique Montpelliérain (1937-1941)  |  |  |                                       |                                       |                                       |                                       |                                       |                                       |  |  |  |  |  |  |  |  |  |  |  |  |  |  |  |  |  |  |
| Union Sportive Montpelliéraine (1923-1941)      | Union Sportive Montpelliéraine (1923-1941)      | Union Sportive Montpelliéraine (1923-1941)      | Union Sportive Montpelliéraine (1923-1941)      | Union Sportive Montpelliéraine (1923-1941)      | Union Sportive Montpelliéraine (1923-1941)      |  |  | Stade Olympique Montpelliérain (1937-1941)              | Stade Olympique Montpelliérain (1937-1941)  | Stade Olympique Montpelliérain (1937-1941)  | Stade Olympique Montpelliérain (1937-1941)  | Stade Olympique Montpelliérain (1937-1941)  | Stade Olympique Montpelliérain (1937-1941)  |  |  |                                       |                                       |                                       |                                       |                                       |                                       |  |  |  |  |  |  |  |  |  |  |  |  |  |  |  |  |  |  |
|                                                 |                                                 |                                                 |                                                 |                                                 |                                                 |  |  |                                                         |                                             |                                             |                                             |                                             |                                             |  |  |                                       |                                       |                                       |                                       |                                       |                                       |  |  |  |  |  |  |  |  |  |  |  |  |  |  |  |  |  |  |
|                                                 |                                                 |                                                 |                                                 |                                                 |                                                 |  |  | Union des Sports Olympiques Montpelliérains (1941-1944) |                                             |                                             |                                             |                                             |                                             |  |  |                                       |                                       |                                       |                                       |                                       |                                       |  |  |  |  |  |  |  |  |  |  |  |  |  |  |  |  |  |  |
|                                                 |                                                 |                                                 |                                                 |                                                 |                                                 |  |  |                                                         |                                             |                                             |                                             |                                             |                                             |  |  |                                       |                                       |                                       |                                       |                                       |                                       |  |  |  |  |  |  |  |  |  |  |  |  |  |  |  |  |  |  |
|                                                 |                                                 |                                                 |                                                 |                                                 |                                                 |  |  |                                                         |                                             |                                             |                                             |                                             |                                             |  |  |                                       |                                       |                                       |                                       |                                       |                                       |  |  |  |  |  |  |  |  |  |  |  |  |  |  |  |  |  |  |
| Union Sportive Montpelliéraine XIII (1944-1946) | Union Sportive Montpelliéraine XIII (1944-1946) | Union Sportive Montpelliéraine XIII (1944-1946) | Union Sportive Montpelliéraine XIII (1944-1946) | Union Sportive Montpelliéraine XIII (1944-1946) | Union Sportive Montpelliéraine XIII (1944-1946) |  |  | Stade Olympique Montpelliérain (1944-1970)              | Stade Olympique Montpelliérain (1944-1970)  | Stade Olympique Montpelliérain (1944-1970)  | Stade Olympique Montpelliérain (1944-1970)  | Stade Olympique Montpelliérain (1944-1970)  | Stade Olympique Montpelliérain (1944-1970)  |  |  |                                       |                                       |                                       |                                       |                                       |                                       |  |  |  |  |  |  |  |  |  |  |  |  |  |  |  |  |  |  |
| Union Sportive Montpelliéraine XIII (1944-1946) | Union Sportive Montpelliéraine XIII (1944-1946) | Union Sportive Montpelliéraine XIII (1944-1946) | Union Sportive Montpelliéraine XIII (1944-1946) | Union Sportive Montpelliéraine XIII (1944-1946) | Union Sportive Montpelliéraine XIII (1944-1946) |  |  | Stade Olympique Montpelliérain (1944-1970)              | Stade Olympique Montpelliérain (1944-1970)  | Stade Olympique Montpelliérain (1944-1970)  | Stade Olympique Montpelliérain (1944-1970)  | Stade Olympique Montpelliérain (1944-1970)  | Stade Olympique Montpelliérain (1944-1970)  |  |  |                                       |                                       |                                       |                                       |                                       |                                       |  |  |  |  |  |  |  |  |  |  |  |  |  |  |  |  |  |  |
|                                                 |                                                 |                                                 |                                                 |                                                 |                                                 |  |  |                                                         |                                             |                                             |                                             |                                             |                                             |  |  |                                       |                                       |                                       |                                       |                                       |                                       |  |  |  |  |  |  |  |  |  |  |  |  |  |  |  |  |  |  |
| Association Sportive Paillade (1967-1974)       | Association Sportive Paillade (1967-1974)       | Association Sportive Paillade (1967-1974)       | Association Sportive Paillade (1967-1974)       | Association Sportive Paillade (1967-1974)       | Association Sportive Paillade (1967-1974)       |  |  | Montpellier Littoral Sport Club (1970-1974)             | Montpellier Littoral Sport Club (1970-1974) | Montpellier Littoral Sport Club (1970-1974) | Montpellier Littoral Sport Club (1970-1974) | Montpellier Littoral Sport Club (1970-1974) | Montpellier Littoral Sport Club (1970-1974) |  |  |                                       |                                       |                                       |                                       |                                       |                                       |  |  |  |  |  |  |  |  |  |  |  |  |  |  |  |  |  |  |
| Association Sportive Paillade (1967-1974)       | Association Sportive Paillade (1967-1974)       | Association Sportive Paillade (1967-1974)       | Association Sportive Paillade (1967-1974)       | Association Sportive Paillade (1967-1974)       | Association Sportive Paillade (1967-1974)       |  |  | Montpellier Littoral Sport Club (1970-1974)             | Montpellier Littoral Sport Club (1970-1974) | Montpellier Littoral Sport Club (1970-1974) | Montpellier Littoral Sport Club (1970-1974) | Montpellier Littoral Sport Club (1970-1974) | Montpellier Littoral Sport Club (1970-1974) |  |  |                                       |                                       |                                       |                                       |                                       |                                       |  |  |  |  |  |  |  |  |  |  |  |  |  |  |  |  |  |  |
|                                                 |                                                 |                                                 |                                                 |                                                 |                                                 |  |  |                                                         |                                             |                                             |                                             |                                             |                                             |  |  |                                       |                                       |                                       |                                       |                                       |                                       |  |  |  |  |  |  |  |  |  |  |  |  |  |  |  |  |  |  |
|                                                 |                                                 |                                                 |                                                 |                                                 |                                                 |  |  | Montpellier la Paillade Sport Club Littoral (1974-1976) |                                             |                                             |                                             |                                             |                                             |  |  |                                       |                                       |                                       |                                       |                                       |                                       |  |  |  |  |  |  |  |  |  |  |  |  |  |  |  |  |  |  |
|                                                 |                                                 |                                                 |                                                 |                                                 |                                                 |  |  |                                                         |                                             |                                             |                                             |                                             |                                             |  |  |                                       |                                       |                                       |                                       |                                       |                                       |  |  |  |  |  |  |  |  |  |  |  |  |  |  |  |  |  |  |
|                                                 |                                                 |                                                 |                                                 |                                                 |                                                 |  |  | Montpellier Paillade Sport Club (1976-1989)             |                                             |                                             |                                             |                                             |                                             |  |  |                                       |                                       |                                       |                                       |                                       |                                       |  |  |  |  |  |  |  |  |  |  |  |  |  |  |  |  |  |  |
|                                                 |                                                 |                                                 |                                                 |                                                 |                                                 |  |  |                                                         |                                             |                                             |                                             |                                             |                                             |  |  |                                       |                                       |                                       |                                       |                                       |                                       |  |  |  |  |  |  |  |  |  |  |  |  |  |  |  |  |  |  |
|                                                 |                                                 |                                                 |                                                 |                                                 |                                                 |  |  | Montpellier Hérault Sport Club (1989-Aujourd'hui)       |                                             |                                             |                                             |                                             |                                             |  |  |                                       |                                       |                                       |                                       |                                       |                                       |  |  |  |  |  |  |  |  |  |  |  |  |  |  |  |  |  |  |

### Couleurs et maillots
À la création du SOM en 1919, les couleurs du club sont le « blanc avec écusson rouge » puis le « blanc avec parements rouge ». Le « rouge et blanc » est alors considéré comme les couleurs de la ville de Montpellier. On les retrouve sur les armoiries de la ville avec l'écusson rouge sur fond blanc, symbole des Guilhem, les premiers seigneurs de la cité.
Les différentes fusions (avec le SCM en 1970 puis avec l'ASP en 1974 tous deux jouant en bleu) ne changeront pas les couleurs du club même si le « rouge et bleu » a été un temps adopté au début du MPSCL (le rouge du MLSC et le bleu de l'ASP). En 1989, le MPSC devient le MHSC et le maire de Montpellier, Georges Frêche, impose à tous les clubs de haut-niveau subventionnés par la mairie de se parer de « bleu et blanc ». Ces nouvelles couleurs choisies par la municipalité pour représenter Montpellier sont également issues des armoiries de la ville.
En 1990, la couleur orange apparaît à la demande du conseil général de l'Hérault qui sponsorise le club, l'orange étant la couleur du soleil que l'on retrouve sur le logo du conseil général, tandis que le blanc finit par disparaître. « Orange et bleu » deviennent alors les couleurs singulières du MHSC.
Le « rouge et blanc » réapparaît, en 2006, pendant trois saisons pour symboliser le retour aux valeurs de La Paillade. Mais les supporteurs Montpelliérains ne veulent pas abandonner le « orange et bleu » et font une pétition qui incite les dirigeants pailladins à proposer un référendum. Le résultat est sans appel et près de 75 % des supporters demandent le retour au « orange et bleu », le « rouge et blanc » devenant les couleurs du maillot extérieur ou du troisième maillot selon les saisons.
Évolution du maillot montpelliérain
| 1928-1929 SOM : Finale de Coupe de France | 1958-1965 Maillot principal du SOM         | 1970-1974 Maillot principal du MLSC        |
| 1981-1982 Maillot du MPSC en Division 1   | 1989-1990 MHSC : Finale de Coupe de France | 1993-1995 MHSC : Finale de Coupe de France |
| 2000-2001 MHSC : Changement de logo       | 2006-2009 MHSC : Retour à la couleur rouge | 2011-2012 MHSC : Titre de champion         |
| 2018-2019                                 |                                            |                                            |

## Palmarès et records
À l'issue de la saison 2017-2018, le Montpellier HSC totalise 36 participations en première division nationale, le plus haut niveau du football français, et 37 participations en deuxième division nationale.
Le club a participé à 99 éditions de la coupe de France, manquant seulement les 2 premières antérieures à sa naissance, et compte également 7 participations en coupe d'Europe.
Le tableau ci-dessous récapitule tous les matchs officiels disputés par le MHSC dans les différentes compétitions nationales et européennes à l'issue de la saison 2017-2018 (excepté les cinq matchs de barrages, les six matchs de finale de championnats, et les six saisons de guerre de 1939-1940 à 1944-1945) :
| Championnats            | Saisons | Titres | J    | G   | N   | P   | Bp   | Bc   | Diff |
| Division 1 / Ligue 1    | 36      | 1      | 1296 | 434 | 345 | 519 | 1653 | 1842 | -219 |
| Division 2 / Ligue 2    | 37      | 3      | 1302 | 515 | 305 | 482 | 1852 | 1751 | +101 |
| CFA / Division 3        | 5       | 0      | 144  | 53  | 38  | 53  | 187  | 186  | +1   |
| Division d'Honneur      | 12      | 3      | 156  |     |     |     |      |      |      |
| Division d'Honneur-B    | 1       | 0      | 10   | 6   | 1   | 3   |      |      |      |
| District                | 2       | 0      | 22   |     |     |     |      |      |      |
| Coupes nationales       | Saisons | Titres | J    | G   | N   | P   | Bp   | Bc   | Diff |
| Coupe de France         | 99e     | 2      |      |     |     |     |      |      |      |
| Coupe de la Ligue       | 23      | 0      | 52   | 25  | 7   | 21  | 73   | 62   | +11  |
| Coupes d'Europe         | Saisons | Titres | J    | G   | N   | P   | Bp   | Bc   | Diff |
| Ligue des champions     | 1       | 0      | 6    | 0   | 2   | 4   | 6    | 12   | -6   |
| Coupe des coupes        | 1       | 0      | 6    | 3   | 2   | 1   | 10   | 3    | +7   |
| Coupe UEFA Ligue Europa | 3       | 0      | 8    | 1   | 2   | 5   | 6    | 15   | -9   |
| Coupe Intertoto         | 2       | 1      | 16   | 9   | 4   | 3   | 31   | 11   | +20  |

° dont les 6 saisons de guerre (1939-1940 à 1944-1945)

### Palmarès
Le palmarès du club se compose d'une victoire en championnat de France en 2012 et deux victoires en coupe de France en 1929 et en 1990. Les Héraultais ont également remporté la Coupe de la Ligue (version estivale) en 1992 et trois titres de champion de France de deuxième division en 1946, 1961 et 1987.
Sur la scène internationale, le club a participé à la Ligue des champions lors de la saison 2012-2013, à la Coupe des Coupes lors de la saison 1990-1991 ainsi qu'à quatre éditions de la Coupe UEFA/Ligue Europa lors des saisons 1988-1989, 1996-1997, 1999-2000 et 2010-2011.
Le club héraultais remporte également une Coupe Intertoto en 1999 après avoir échoué en finale en 1997, qui est une compétition organisée par l'UEFA durant l'été et permettant de se qualifier pour la Coupe UEFA.
Le club détient également trois titres de champion du Sud-Est/Méditerranée obtenus en 1928, 1932 et 1976.
Le club a également remporté le Tournoi de Paris, compétition amicale de début de saison, en 1989 contre le Paris SG, il s'incline face à ce même adversaire l'année suivante en finale.
| Compétitions internationales | Compétitions nationales |
| - Ligue des champions - Meilleure performance : Phase de groupes en 2013 - Coupe des Coupes - Meilleure performance : 1/4 de finaliste en 1991 - Coupe UEFA/Ligue Europa - Meilleure performance : 1/32 de finale en 1989, 1997, 2000 - Coupe Intertoto - Vainqueur : 1999 - Finaliste : 1997 | - Championnat de France - Vainqueur : 2012 - Coupe de France - Vainqueur : 1929, 1990 - Finaliste : 1931, 1994 - Coupe de la Ligue - Finaliste : 2011 - Trophée des champions - Finaliste : 2012 - Championnat de France D2 - Champion : 1946, 1961, 1987 - Vice-champion : 1952, 1981, 2009 |
| Compétitions nationales disparues | Compétitions régionales |
| - Coupe de la Ligue (version estivale) - Vainqueur : 1992 - Finaliste : 1994 | - Division d'honneur du Sud-Est - Champion : 1928, 1932, 1976 |

### Records

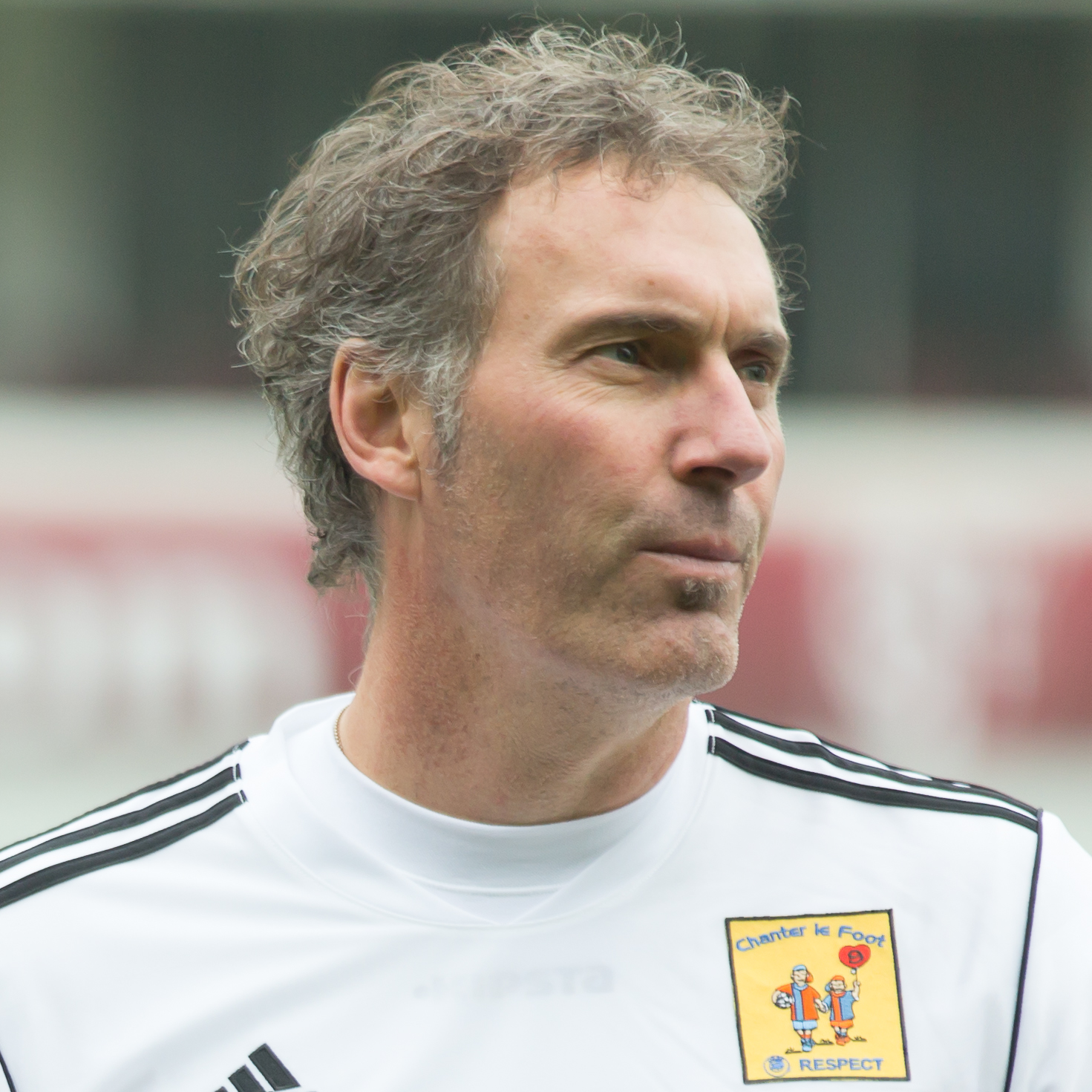
Laurent Blanc, le meilleur buteur du club avec 84 buts, ici en 2013

Joueurs et entraîneurs 
Le joueur ayant disputé le plus grand nombre de matchs sous le maillot du Montpellier HSC est le défenseur Pascal Baills qui a joué 429 matchs de 1981 à 1991 puis de 1995 à 2000, dont 265 matchs de Division 1 et 100 matchs de Division 2. Vient ensuite l'attaquant sénégalais Souleymane Camara, avec 405 rencontres depuis 2007 dont 295 en Ligue 1 et 65 en Ligue 2. Le podium est complété par le défenseur Bruno Carotti avec 377 rencontres entre 1991 et 1995 puis de 2001 à 2009, dont 188 en Division 1 et 131 en Division 2.
Le buteur le plus prolifique du club est Laurent Blanc, qui inscrit 84 buts en 291 matchs de 1983 à 1991 dont 76 en championnat. Le deuxième meilleur buteur de l'histoire est Souleymane Camara avec 73 buts marqués, le buteur sénégalais étant au club depuis 2007. Le troisième meilleur buteur est Jean-Marc Valadier avec 70 buts marqués sur neuf saisons de 1976 à 1978 puis de 1982 à 1989.
Laurent Blanc est désigné meilleur joueur de seconde division par l'UNFP en 1987. En 1990, Henryk Kasperczak est désigné entraîneur français de l'année par le magazine France Football, et Laurent Blanc meilleur joueur. En 2002, Franck Silvestre est nommé meilleur joueur de l’année de division 2 par le magazine France Football. Lors de la saison 2011-2012, René Girard est élu meilleur entraîneur de Ligue 1 alors que Younès Belhanda est élu meilleur espoir de la compétition, lors des Trophées UNFP du football. Ce dernier fait également partie de l'équipe type de la saison avec ses coéquipiers, Vitorino Hilton, Henri Bedimo et Olivier Giroud.
Quatre joueurs ont fini meilleur buteur du championnat : Sékou Touré, est titré meilleur buteur du championnat de France de première division lors de la saison 1961-1962 avec le SO Montpelliérain en marquant 25 buts en 36 matchs. Sous les couleurs du Montpellier Paillade SC, Jacky Vergnes finit meilleur buteur du groupe B de seconde division durant la saison 1979-1980 avec 19 buts en 32 matchs. Durant la saison 1985-1986, cette performance est rééditée par Jean-Marc Valadier qui finit meilleur buteur du groupe A avec 22 buts en 33 matchs. Et durant la saison 2011-2012, Olivier Giroud finit meilleur buteur du championnat de France avec 21 buts inscrits en 38 matchs.
Championnat
La meilleure performance du club en championnat de France est le titre obtenu lors de la saison 2011-2012.
La plus large défaite à l'extérieur du SOM en championnat de Division 1 a lieu contre le FC Sochaux lors de la saison 1934-1935 (9-0). À domicile, la plus lourde défaite des somistes est contre le Stade de Reims en 1952-1953 (2-6). La plus large victoire à domicile est lors de la réception du Racing CP en 1947-1948 (6-0). À l'extérieur, la plus large victoire a lieu contre l'AS Saint-Étienne en 1948-1949 (0-4)
Pour le MHSC, la plus large victoire en championnat de Division 1 est acquise à domicile contre le Stade brestois en 1987-1988 (6-0) et à l'extérieur contre ces mêmes bretons en 2022-2023 (0-7). La plus lourde défaite à domicile (1-5) est contre l'Olympique lyonnais en 2014-2015. Le club enregistre sa plus lourde défaite à l'extérieur contre le FC Nantes (7-0) en 1981-1982.
En Division 2, le record de la plus large victoire du club montpelliérain date de 1937, avec une victoire 10-0 face au Calais RUFC.
Le club a occupé à vingt-six reprises la tête du championnat de Division 1 : à l'issue de la 2e journée de la saison 1932-1933 (pour ce 1er championnat de Division 1, il y avait 2 groupes), à l'issue des 3e et 4e journées de la saison 1933-1934, à l'issue des 1re et 4e journées de la saison 1961-1962, à l'issue de la 1re journée de la saison 1989-1990, coleader à égalité parfaite avec l'Olympique de Marseille, à l'issue de la 3e journée de la saison 1992-1993, coleader à égalité parfaite avec le Paris Saint-Germain et à dix-neuf reprises lors de la saison 2011-2012 de la 3e à la 5e, à la 7e, de la 15e à la 18e, à la 25e et de la 29e à la 38e journée.
Coupe de France
La plus grosse défaite du club en coupe de France a lieu à l'occasion d'un 1/32e de finale lors de l'édition 1922-1923 : 6-0 à Bordeaux contre le Stade bordelais.
La plus grosse victoire est enregistrée lors de l'édition 1937-1938 au 5e tour contre le Luchon Sports (14-0). Le record d'apparitions sous le maillot montpelliérain en coupe de France est détenu par Mama Ouattara avec 37 rencontres disputées.
Les Montpelliérains ont remporté à deux reprises l'épreuve (1929 et 1990), ont été deux fois finalistes (1931 et 1994), 5 fois demi-finalistes (1961, 1980, 1996, 1997, 2021) et 7 fois quart de finalistes (1930, 1933, 1939, 1981, 1993, 2006, 2012).
Coupes d'Europe de l'UEFA
Les plus larges victoires à domicile et à l'extérieur sont remportées en Coupe Intertoto contre le FK Qarabağ Ağdam (6-0 à domicile, 3-0 à l'extérieur) et en coupe des coupes en 1990-1991 contre le Steaua Bucarest (5-0 à domicile et 3-0 à l'extérieur). Les plus larges défaites des Montpelliérains ont lieu en 1988-1989, en coupe UEFA, contre le Sporting Clube de Portugal (3-0 à domicile et 3-1 à l'extérieur), le club s'est également incliné 3-1 à l'extérieur contre le Deportivo La Corogne en 1999-2000 en coupe UEFA.
La meilleure performance du MHSC en Coupe d'Europe est une place de quart de finaliste de la Coupe des Vainqueurs de Coupes en 1990-1991.
Le Montpellier HSC se situe à la 111e place du classement UEFA des clubs à l'issue de la saison 2014-2015.
Affluence
Le record d'affluence pour un match du club montpelliérain est de 29 507 spectateurs, lors de la rencontre MHSC - Olympique de Marseille en 2001. 30 112 spectateurs sont annoncés pour le match MHSC-OM du 16 décembre 1998 mais la Ligue annonce seulement 23 341 spectateurs présents ce soir là.
La meilleure moyenne de spectateurs du Montpellier HSC à domicile est de 18 980 spectateurs, ce record a été établi lors la saison 2009-2010 (en ne tenant pas compte du match à huis clos contre l'AS Nancy-Lorraine).
Le record du nombre d'abonnés a été établi lors de la saison 2010-2011 avec 10 800 supporters titulaires d'un abonnement.
Transferts
Le recrutement le plus cher est celui de Téji Savanier, en juillet 2019, pour 9,5 millions d'euros en provenance du Nîmes Olympique, tandis que le départ le plus rentable est la vente de Nordi Mukiele au club allemand du RB Leipzig lors de l'été 2018 pour 16 millions d'euros. Parmi les plus gros départs du clubs, nombreux sont des départs de joueurs issues du centre de formation, Steve Mounié, Rémy Cabella et Younès Belhanda.
| Rang | Joueur          | Indemnité | Saison    | Provenance              |
| ---- | --------------- | --------- | --------- | ----------------------- |
| 1er  | Téji Savanier   | 9,5 M€    | 2019-2020 | 0 Nîmes Olympique       |
| 2e   | Daniel Congré   | 5 M€      | 2012-2013 | 0 Toulouse FC           |
| 3e   | Andy Delort     | 4,5 M€    | 2019-2020 | 0 Toulouse FC           |
| 4e   | Anthony Mounier | 3,5 M€    | 2012-2013 | 0 OGC Nice              |
| 5e   | Gaëtan Laborde  | 3 M€      | 2018-2019 | 0 Girondins de Bordeaux |
| 5e   | Kévin Bérigaud  | 3 M€      | 2014-2015 | 0 Évian TGFC            |

| Rang | Joueur           | Indemnité | Saison    | Destination             |
| ---- | ---------------- | --------- | --------- | ----------------------- |
| 1er  | Elye Wahi        | 35 M€     | 2023-2024 | 0 RC Lens               |
| 2e   | Nordi Mukiele    | 16 M€     | 2018-2019 | 0 RB Leipzig            |
| 3e   | Benjamin Lecomte | 13,5 M€   | 2019-2020 | 0 AS Monaco             |
| 4e   | Steve Mounié     | 13 M€     | 2017-2018 | 0 Huddersfield Town FC  |
| 5e   | Isaac Mbenza     | 12,5 M€   | 2019-2020 | 0 Huddersfield Town AFC |

## Personnalités du club

### Présidents

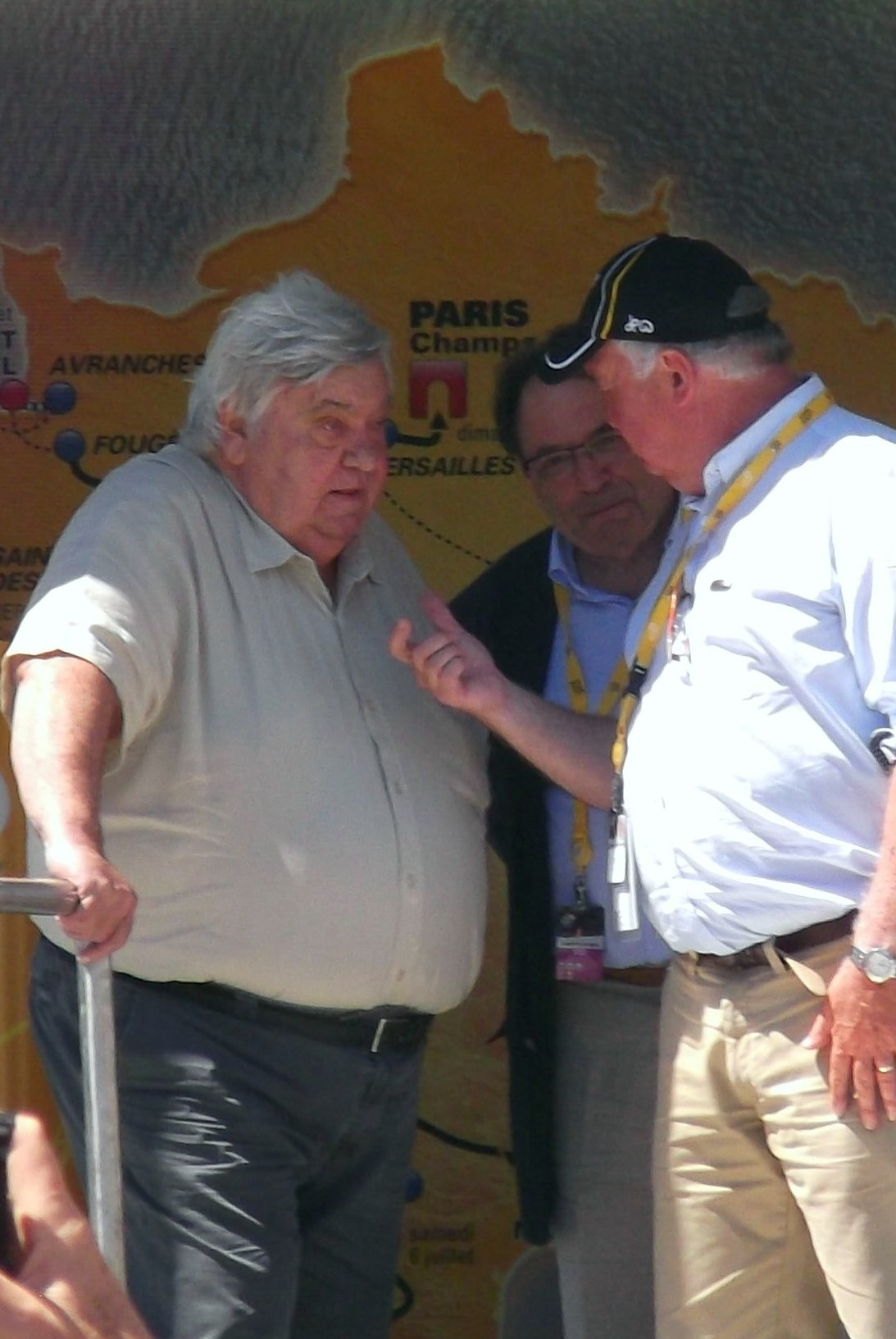
Louis Nicollin en 2013.

Vingt présidents différents se sont succédé à la tête du club montpelliérain. Aux débuts du SOM, douze présidents différents se succèdent en vingt ans. La plupart d'entre eux sont issus de la bourgeoisie montpelliéraine.
Cette instabilité à la tête du club s'explique notamment par ses problèmes récurrents de trésorerie, les différents présidents acceptant de renflouer les caisses pour un certain temps, le SOM n'ayant jamais été aidé par les pouvoirs publics et notamment la municipalité. Le plus connu de ces présidents éphémères est Emmanuel Temple, frère aîné des joueurs du SOM, Jacques et Pierre. Il devient député en 1936 puis ministre sous la Quatrième République. À deux reprises, un président du club somiste est suspendu à la suite de malversations (Robert en 1926, Fox en 1954).
Les mandats de Louis Rolland, de 1943 à 1950 et surtout du chanoine Bessède, un ecclésiastique, de 1957 à 1966, redonnent une certaine stabilité au club et correspondent à une embellie sportive. Jean Thévenet, à la suite de l'effondrement du SOM en 1970, relance le club sous le nom de Montpellier Littoral Sport Club et la candidature au nouveau championnat de Division 2 est acceptée. Mais deux ans plus tard, le club du Clapas est à nouveau évincé du monde professionnel pour problèmes financiers.
En 1974, les présidents respectifs du MLSC, Roger Prouget, et des castors de l'AS Paillade, Emmanuel Tur, unissent leurs forces dans le Montpellier la Paillade Sport Club Littoral. Les résultats restent cependant faibles et Louis Nicollin, jeune chef d'entreprise et président de l'équipe corporative, la Formation sportive de Nettoiement, est approché par les deux hommes. Les négociations sont cependant difficiles, les dirigeants issus du MLSC reprochent à Louis Nicollin d'avoir débauché certains de leurs joueurs. Après un premier refus de Louis Nicollin car on ne lui propose que le poste de responsable des festivités, le comité directeur démissionne et Nicollin accède à la coprésidence aux côtés de Roger Prouget. Il rachète ensuite le club à Jean Thévenet pour 400 000 francs. Décédé le 29 juin 2017, il a été à la tête du MHSC pendant quarante-deux ans.
| Rang | Nom             | Période         |
| ---- | --------------- | --------------- |
| 1    | M. Arnavielhe   | Août 1919-1919  |
| 2    | M. Robert       | 1919-1920       |
| 3    | Jules Granat    | 1920-1923       |
| 4    | M. Robert       | 1923-Déc. 1925  |
| 5    | Nicolas Arnal   | Janv. 1926-1926 |
| 6    | M. Vernet       | 1926-1928       |
| 7    | Maurice Viala   | 1928-1930       |
| 8    | Emmanuel Temple | 1930-19XX       |
| 9    | M. Allais       | 19XX-1934       |
| 10   | M. Bouvier      | 1934-1935       |

| Rang | Nom               | Période         |
| ---- | ----------------- | --------------- |
| 11   | M. Berp           | 1935-1937       |
| 12   | Maurice Viala     | 1937-Déc. 1938  |
| 13   | Dr Fourcade       | Janv. 1938-1938 |
| 14   | M. Jeanjean       | 1938-1943       |
| 15   | Louis Rolland     | 1943-1950       |
| 16   | M. De Robert      | 1950-1951       |
| 17   | M. Fox            | 1951-1954       |
| 18   | Dr Armand         | 1954-195X       |
| 19   | Jean Thévenet     | 195X-1957       |
| 20   | Ferdinand Bessède | 1957-1966       |

| Rang | Nom              | Période              |
| ---- | ---------------- | -------------------- |
| 21   | René Archimbeau  | 1966-1970            |
| 22   | Jean Thévenet    | 1970-197X            |
| 23   | Roger Prouget    | 197X-1974            |
| 24   | Emmanuel Tur     | 1974-juil. 1974      |
| 25   | Roger Prouget    | juil. 1974-nov. 1974 |
| 26   | Roger Prouget    | nov. 1974-1975       |
| 26   | Louis Nicollin   | nov. 1974-1975       |
| 27   | Louis Nicollin   | 1975-2017            |
| 28   | Laurent Nicollin | Depuis 2017          |

### Entraîneurs
Le Montpellier HSC a connu trente-six entraîneurs différents au travers de quarante-six mandats successifs.
Le premier entraîneur du SOM, en 1924, est Victor Gibson, dans un rôle d'entraîneur-joueur. Il faut attendre janvier 1938 et Georges Azema pour voir un entraîneur en temps plein à la tête de l'équipe.
Le plus long mandat sans interruption (six ans) a été effectué par René Dedieu (en tant qu'entraîneur-joueur), suivi par ceux d'Hervé Mirouze et de Louis Favre qui ont passé cinq ans successifs à la tête du club. Sur plusieurs mandats, l'entraîneur ayant passé le plus de temps à la tête de l'équipe première est également Hervé Mirouze (9 ans), devant Michel Mézy (8 ans).
| Rang | Nom                 | Période         |
| ---- | ------------------- | --------------- |
| 1    | Victor Gibson       | 1924-1926       |
| 2    | René Dedieu         | 1927-1933       |
| 3    | Joseph Kaucsar      | 1933-1934       |
| 4    | Tibor Hesser        | 1934-1935       |
| 5    | René Dedieu         | 1935-1936       |
| 6    | Jules Dewaquez      | 1936-1937       |
| 6    | Istvan Berecz       | 1937-1938       |
| 6    | Georges Azéma       | janv. 1938-1939 |
| 7    | Gabriel Bénézech    | 1945-1946       |
| 8    | Georges Kramer      | 1946-1948       |
| 9    | Georges Winckelmans | 1948-1950       |
| 10   | Jean Bastien        | 1950-1951       |
| 11   | Istvan Zavadsky     | 1951-1952       |
| 12   | Luis Cazorro        | 1952-1953       |
| 13   | Julien Darui        | 1953-1954       |
| 14   | Marcel Tomazover    | 1954-1956       |
| 15   | Istvan Zavadsky     | 1956-1958       |
| 16   | Hervé Mirouze       | 1958-1963       |
| 17   | Louis Favre         | 1963-1968       |

| Rang | Nom               | Période         |
| ---- | ----------------- | --------------- |
| 18   | Roger Rolhion     | 1968-1969       |
| 19   | Marian Borowski   | 1969-1970       |
| 20   | Hervé Mirouze     | 1970-1974       |
| 21   | André Cristol     | 1974-janv. 1976 |
| 22   | Louis Favre       | janv. 1976-1976 |
| 23   | Robert Nouzaret   | 1976-1980       |
| 24   | Kader Firoud      | 1980-1982       |
| 25   | Jacques Bonnet    | 1982-1984       |
| 26   | Robert Nouzaret   | 1984-1985       |
| 27   | Michel Mézy       | 1985-1987       |
| 28   | Pierre Mosca      | 1987-1989       |
| 29   | Aimé Jacquet      | 1989-fév. 1990  |
| 30   | Michel Mézy       | Fév. 1990-1990  |
| 31   | Henryk Kasperczak | 1990-1992       |
| 32   | Gérard Gili       | 1992-1994       |
| 33   | Michel Mézy       | 1994-1998       |
| 34   | Jean-Louis Gasset | 1998-2000       |
| 35   | Michel Mézy       | 2000-2002       |
| 36   | Gérard Bernardet  | 2002-2004       |

| Rang | Nom                         | Période                |
| ---- | --------------------------- | ---------------------- |
| 37   | Robert Nouzaret             | 2004-2005              |
| 38   | Jean-François Domergue      | 2005-2007              |
| 39   | Rolland Courbis             | 2007-2009              |
| 40   | René Girard                 | 2009-2013              |
| 41   | Jean Fernandez              | 2013-déc. 2013         |
| 42   | Rolland Courbis             | déc. 2013-déc. 2015    |
| 43   | Pascal Baills Bruno Martini | déc. 2015-jan. 2016    |
| 44   | Frédéric Hantz              | jan. 2016-jan. 2017    |
| 45   | Jean-Louis Gasset           | jan. 2017-2017         |
| 46   | Michel Der Zakarian         | mai 2017-mai 2021      |
| 47   | Olivier Dall'Oglio          | juin 2021-octobre 2022 |
| 48   | Romain Pitau                | nov. 2022-fév. 2023    |
| 49   | Michel Der Zakarian         | fév. 2023-oct. 2024    |
| 50   | Jean-Louis Gasset           | oct. 2024-avril 2025   |
| 51   | Zoumana Camara              | Depuis avril 2025      |

### Joueurs emblématiques

#### Sélectionnés en Équipe de France
| Joueur            | Sélections | Période   | Sél. (total) |
| SOM               | SOM        | SOM       | SOM          |
| ----------------- | ---------- | --------- | ------------ |
| René Dedieu       | 3          | 1926-1927 | 6            |
| Pierre Hornus     | 3          | 1931      | 3            |
| Roger Rolhion     | 4          | 1931-1933 | 4            |
| Joseph Kaucsar    | 15         | 1931-1940 | 15           |
| René Gérard       | 7          | 1932-1933 | 7            |
| MHSC              |            |           |              |
| Laurent Blanc     | 15         | 1989-1991 | 97           |
| Éric Cantona      | 8          | 1989-1990 | 45           |
| Pascal Baills     | 1          | 1991      | 1            |
| Fabrice Divert    | 2          | 1991-1992 | 3            |
| Bruno Martini     | 1          | 1996      | 31           |
| Olivier Giroud    | 9          | 2011-2012 | 129          |
| Mapou Yanga-Mbiwa | 3          | 2012      | 4            |
| Rémy Cabella      | 1          | 2014      | 4            |
| Total             | 72         | 1926-2014 | -            |

Treize joueurs ont disputé au moins un match sous le maillot de l'équipe de France alors qu'ils jouaient sous les couleurs montpelliéraines pour un total de 72 sélections.
Cinq l'ont été sous les couleurs du SOM, René Dedieu, Pierre Hornus, Roger Rolhion, Joseph Kaucsar et René Gérard qui possède le record du plus jeune sélectionné en équipe de France.
Huit l'ont été sous le maillot du Montpellier HSC, Laurent Blanc, Éric Cantona, Pascal Baills, Fabrice Divert, Bruno Martini, Olivier Giroud, Mapou Yanga-Mbiwa et Rémy Cabella.
En plus de ces internationaux A, le club a compté dans ses rangs deux champions du monde militaire, Hervé Alicarte et Jean-Christophe Rouvière et un champion du monde des moins de 17 ans, Julio Colombo.

#### Équipe-type de 1974 à 1999
En 1999, à l'occasion des vingt-cinq ans de Louis Nicollin à la tête du club, un jury de spécialistes a désigné le « onze idéal » du Montpellier Hérault de 1974 à 1999. Le joueur à avoir recueilli le plus de voix est Laurent Blanc (266 points), devant Julio César (128) et Roger Milla (117).
Le gardien de but de ce onze idéal est Albert Rust qui a joué trois ans au club et a remporté la coupe de France en 1990. Les défenseurs sélectionnés sont le Brésilien Júlio César, autre vainqueur de la coupe, le Yougoslave Nenad Stojković, champion de France de division 2 en 1987, Laurent Blanc, recordman de buts marqués pour le club, et Pascal Baills, recordman du nombre de matchs joués pour le club.
Les trois milieux de terrain élus sont Michel Mézy, Gérard Bernardet, et le Colombien Carlos Valderrama. L'attaque est un trio offensif composé de Fleury Di Nallo, de l'Argentin Hugo Curioni et du Camerounais Roger Milla.
Les remplaçants de ce 11 des 25 ans sont Bruno Martini, Mama Ouattara, Jean-Marc Valadier, Éric Cantona et Jacek Ziober. Il faut noter que cette équipe fait la part belle aux vainqueurs de la coupe de France 1990 qui sont quatre dans ses rangs.

## Effectif professionnel actuel
Le premier tableau liste l'effectif professionnel du Montpellier HSC pour la saison 2025-2026. Le second recense les prêts effectués par le club lors de cette même saison.
En grisé, les sélections de joueurs internationaux chez les jeunes mais n'ayant jamais été appelés aux échelons supérieurs une fois l'âge-limite dépassé ou les joueurs ayant pris leur retraite internationale.

## Structures

### Stades
| \| Stade de la Mosson Stade Richter Parc des Sports \| Emplacement des différents · stades à Montpellier. |
| Stade de la Mosson Stade Richter Parc des Sports                                                          |

À sa création, le SOM ne dispose pas de son propre stade et évolue la plupart du temps au Parc à Ballons, près de l'actuel Lycée Mermoz, ou au Champ de Manœuvres, avenue de Toulouse, terrains prêtés par l'armée.
En 1920, l'Association Générale Sportive Montpelliéraine (AGSM) regroupant des passionnés de sport, rassemble des fonds et fait l'acquisition d'un terrain situé dans le quartier des Aubes. Elle loue ce stade des Aubes (que l'on pourrait situer aujourd'hui entre l'avenue Saint-Maurice de Sauret, l'avenue de Saint-Maur et la voie ferrée) aux somistes.
Faute de moyens suffisants, l'AGSM ne finit pas l'aménagement du stade qui ne dispose ni de clôtures ni de tribunes, les projets de courts de tennis et de piste d’athlétisme étant abandonnés. Les rentrées au guichet se font maigres et le SOM exige des travaux au loueur. À l'aube de la saison 1922-1923, l'AGSM expulse son locataire jugé trop difficile et le SOM se retrouve à nouveau sans terrain fixe. Privé du stade des Aubes à partir de l'été 1922, le SOM évolue à nouveau sur des terrains prêtés par l'armée.
En juillet 1923, le comité directeur du SOM annonce l'acquisition d'un terrain situé en pleine ville (dans l'actuel quartier d'Antigone, à 500 mètres au sud-est de la place de la Comédie). Le parc des Sports de l'avenue du Pont Juvénal peut accueillir jusqu'à 18 000 spectateurs. Le 30 septembre 1923, un match amical est organisé pour son inauguration : le SOM s'impose 2-1 devant l'AS Cannes.

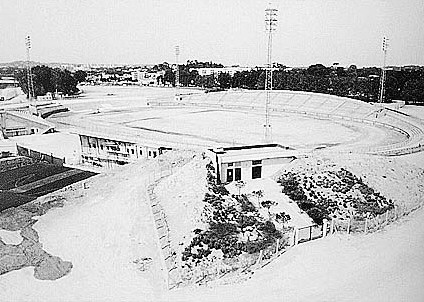
Le stade Richter

Pendant près de 50 ans, le parc des sports accueille les rencontres du SOM. Vieillissant, il est progressivement abandonné lors de la saison 1967-1968, au profit du nouveau stade Richter. Le dernier match au parc des sports est un huitième de finale aller de Coupe de France entre le Montpellier Littoral Sport Club et l’AS Monaco (1-4), joué le 28 mars 1971.
Le SOM prend ses quartiers dans le nouveau stade Richter, situé au niveau de l'actuelle faculté de sciences économiques, mais son inconfort, son éloignement par rapport au centre-ville et le peu de résultats du SOM n'attirent pas la foule. Seulement 440 spectateurs assistent à la rencontre de Division 2 SOM - AS Cannes le 4 mai 1968 et 750 lors de SOM - FC Nancy en 1969.
En 1974, la fusion du Montpellier Littoral SC et de l'AS Paillade entraîne le déménagement du club du stade Richter vers le stade de la Mosson, un petit stade d'un quartier tout juste sorti de terre qui accueille au début des années 1970 les rencontres de l'équipe de quartier pailladine.

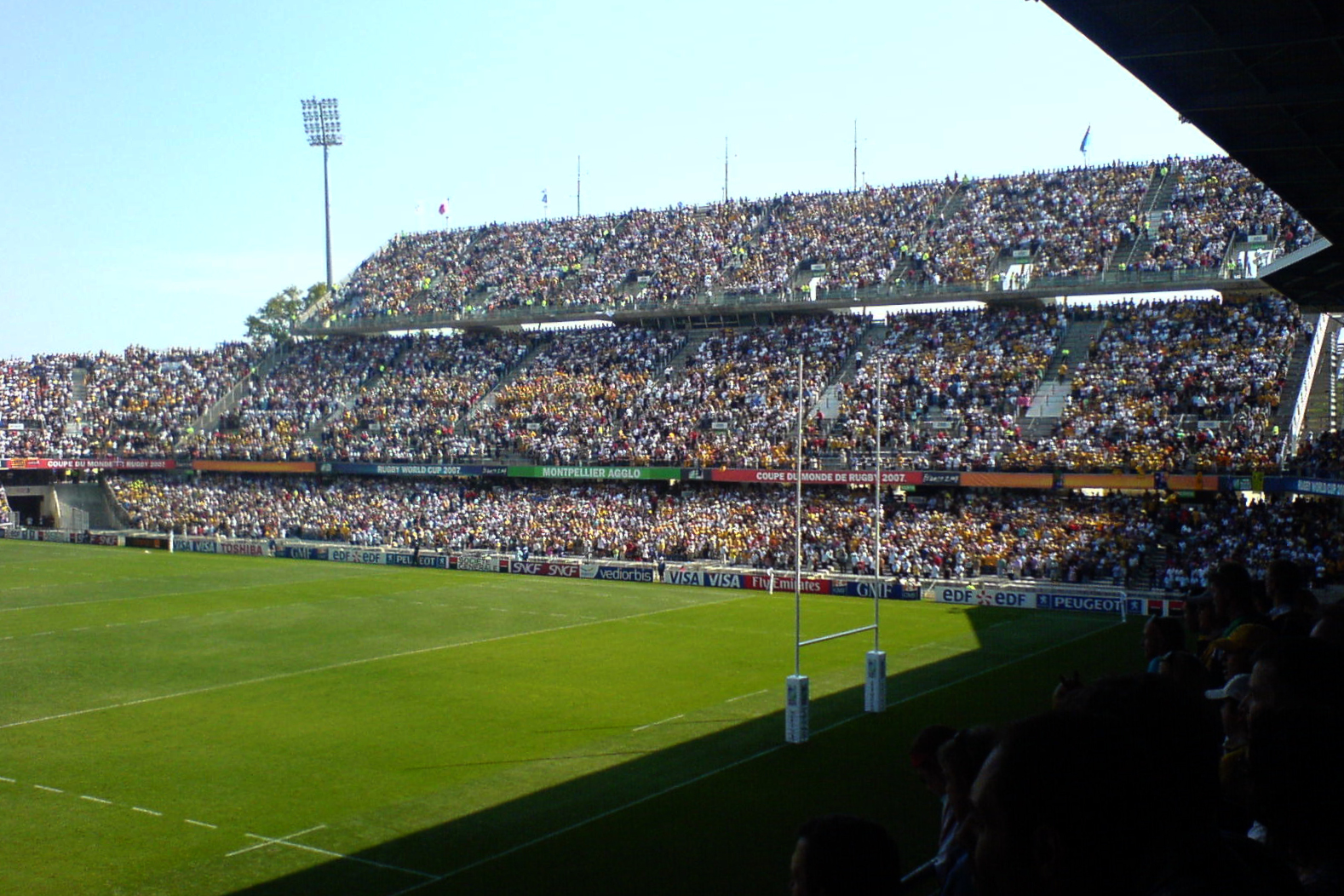
Le stade de la Mosson

Néanmoins, au début de la saison 1974-1975, c'est encore le stade Richter qui abrite les rencontres du MPSCL, le stade de la Mosson n'étant pas homologué par la Ligue. Cette décision provoque la démission du président pailladin Emmanuel Tur qui laisse sa place à Roger Prouget. Jusqu'en 1976, certaines rencontres importantes se jouent dans l'ancien stade, plus grand et mieux aménagé. Ainsi, le 28 février 1976, le MPSC reçoit l'US Dunkerque au stade Richter pour le compte des seizièmes de finale aller de la coupe de France, dernier match de football du club dans cette enceinte qui disparaît pour laisser la place à un espace de spectacles puis à un nouveau quartier.
Le stade de la Mosson se modernise en 1977 quand le MPSC est opposé au Nîmes Olympique en coupe de France. Des tribunes sont apportées d'Annecy, les vestiaires sont agrandis et les supporters créent une butte de terre sur laquelle des traverses de chemin de fer sont installés en guise de gradins. De cet épisode reste le surnom de « la Butte », attribué à l'actuelle tribune « Étang de Thau ». En 1987, lors du retour en première division, la tribune présidentielle est montée en un mois et demi et le stade peut accueillir 15 000 spectateurs. Deux autres tribunes sont ensuite construites portant le stade à 25 000 places.
Depuis 1997, six tranches de travaux ont porté la capacité à 35 500 places assises dont 19 579 couvertes permettant au stade d'accueillir des matchs de la coupe du monde de football de 1998 et de la Coupe du monde de rugby à XV 2007. La capacité a été ramenée à 32 900 places pour des raisons de sécurité et d'aménagements ultérieurs. Rebaptisé « Stade de la Mosson - Mondial 98 » après la coupe du monde, il est la propriété de la communauté d'agglomération de Montpellier qui le loue au club.
Lors de la saison 2014-2015, le club est obligé de s'exiler pour six matchs au stade Yves-du-Manoir, l'antre du club de rugby de la ville à la suite d'inondations ayant rendu inutilisable le Stade de la Mosson. À la suite de ces incidents, les dirigeants du club évoquent une possibilité de voir le club quitté un jour la Paillade en construisant un nouveau stade dans une zone non inondable et sans risque.
Le 30 novembre 2016, après quelques mois d'études du projet de construction d'un nouveau stade, Louis Nicollin, accompagné de son fils et président délégué du club Laurent Nicollin et le maire de la ville de Montpellier et président de la métropole Montpellier Méditerranée Philippe Saurel, officialisent le projet de construction du nouveau stade du MHSC qui aura une capacité à accueillir 25 000 spectateurs, extensibles à 30 000 places. Le début de la construction du futur stade situé près du Domaine de Grammont est prévu pour 2019 et s'achèvera en 2021, voire 2022.
Le 29 juin 2017, jour du décès du président Louis Nicollin, Philippe Saurel déclare que le nouveau stade portera le nom de Louis Nicollin.

### Centre de formation

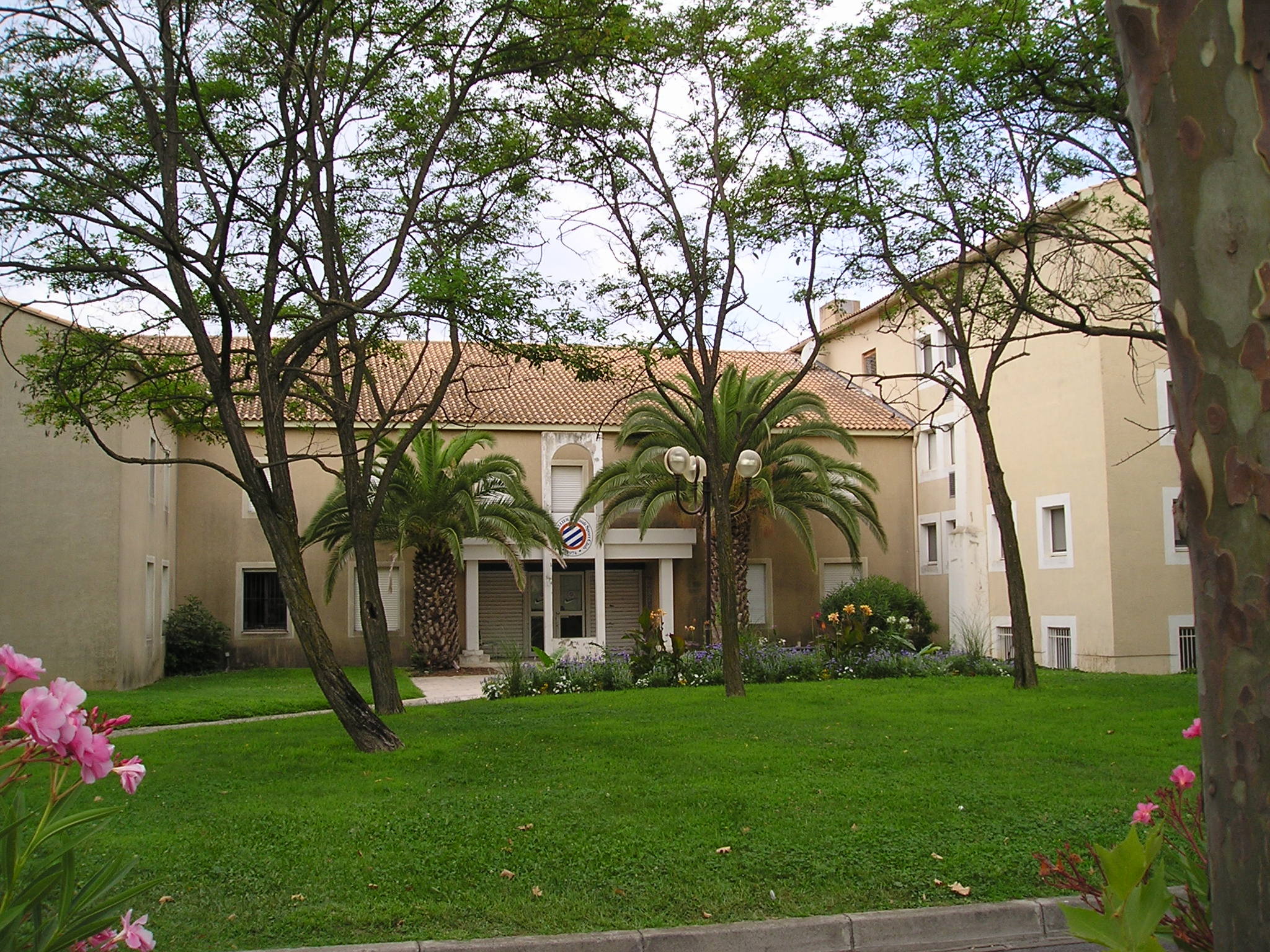
Le siège du MHSC

Le centre de formation du Montpellier HSC est créé en 1978, avec le passage du club au statut professionnel. Son premier directeur est Jacques Bonnet assisté par Serge Delmas jusqu'en 1984. Actuellement, le manager sportif du centre de formation est Jean-François Domergue qui a succédé à Serge Delmas qui occupait ses fonctions de 2000 à 2009.
Le centre est situé sur le domaine de Grammont à proximité du siège du club et des centres d'entraînement. Le club de Montpellier a signé des conventions de partenariat avec six clubs régionaux : l'Entente Perrier Vergèze, le FC Sète, le Gallia Club Lunel, la Clermontaise, l'AS Béziers et l'Association sportive Fabrègues. Le MHSC leur apporte un appui technique et en échange les meilleurs jeunes de ces clubs sont orientés vers le centre de formation montpelliérain.
La Direction technique nationale de la Fédération française de football établit chaque année un classement des centres de formation en se basant sur des critères concernant les jeunes joueurs formés au club (nombre de contrats professionnels signés par les jeunes joueurs formés au club, nombre de matches joués en équipe première par les joueurs formés au club, nombre de matches joués en sélection nationale par les joueurs formés au club nombre de diplômes scolaires obtenus par les joueurs formés au club) et le statut des éducateurs. Sur trente-deux centres de formation, Montpellier se classe second en 2007, 11e en 2008, 7e en 2009 et septième en 2010.
Le centre fournit chaque année de nombreux joueurs à l'équipe première. On compte ainsi trois joueurs formés au club lors de la victoire en coupe de France en 1991 : Laurent Blanc, Pascal Baills et Kader Ferhaoui. Seize joueurs sur les vingt-neuf du groupe professionnel en 2010 portent les couleurs du club depuis leur plus jeune âge.
Sept internationaux français sont issus du centre de formation : Gérald Passi, Pascal Baills, Laurent Robert, Mapou Yanga-Mbiwa, Rémy Cabella, Laurent Blanc et Vincent Candela, les deux derniers ayant remporté la coupe du monde 1998 et le championnat d'Europe 2000. Cinq internationaux A' sont également sortis du centre de formation du club : Bruno Carotti, Serge Blanc, Franck Rizzetto, Hervé Alicarte et Jérôme Bonnissel.
Le centre a aussi formé plusieurs internationaux étrangers : les Algériens Kader Ferhaoui et Ahmed Madouni, les Ivoiriens Ibrahima Bakayoko et Jean-Michel Guédé, le Guinéen Fodé Mansaré, les Burkinabés Habib Bamogo et Abdoulaye Cissé, les Marocains Younès Belhanda, Karim Aït-Fana et Abdelhamid El Kaoutari et le Tunisien Jamel Saihi.

## Aspects juridiques et économiques

### Aspects juridiques
Le Montpellier Hérault Sport Club est une société anonyme sportive professionnelle (SASP) au capital de 610 000 euros. Cette société est liée par convention à l'association loi de 1901 de l'Association sportive Montpellier Hérault Sport Club qui gère le centre de formation et les équipes amateurs du club. L'association est titulaire du numéro d'affiliation de la Fédération française de football, la SASP possède 100 % du capital.

### Éléments comptables

#### Budget prévisionnel
Le tableau ci-dessous résume les différents budgets prévisionnels du club montpelliérain saison après saison.
Le graphique qui aurait dû être présenté ici ne peut pas être affiché car il utilise l'ancienne extension Graph, désactivée pour des questions de sécurité. Des indications pour créer un nouveau graphique avec la nouvelle extension Chart sont disponibles ici.

#### Résultat net
Le MHSC est fortement dépendant des droits audiovisuels qui représentent 59 % des ressources du budget réalisé en 2015-2016 (23,6 M€). Le deuxième poste de recettes le plus important est le poste sponsoring et publicité avec 6,2 M€ soit 16 % du total. Les recettes liées aux matchs contribuent à hauteur de 2,2 M€, soit 5.4 %. Les autres produits représentent 8,1 M€. La rémunération du personnel avec les cotisations sociales (joueurs, staff et autres) représente 31,6 M€.
En 2009, en Ligue 2, le club présente un résultat opérationnel négatif à hauteur de 14,6 M€. Les droits audiovisuels constituent avec 5,6 M€ l'essentiel des recettes, les autres postes étant le sponsoring-publicité 4 M€, les recettes liées aux matchs 1,1 M€ et les autres produits 3,9 M€. Les charges sont de 20,9 M€ en 2008-2009. La rémunération du personnel avec les cotisations sociales (joueurs, staff et autres) représente 14,7 M€ ce qui correspond à plus de 100 % des ressources du club. Le club équilibre alors ses comptes grâce aux résultats exceptionnels.
Le tableau suivant présente le détail des produits et des charges d'exploitation permettant d'obtenir le résultat net dégagé par le club après impôts sur les sociétés au cours d'un exercice comptable depuis la saison 2002-2003. Ces données comptables sont extraites des comptes de résultat de l'entité Montpellier Hérault Sport Club (SASP, Association) publiés annuellement par la DNCG. Si les produits sont supérieurs aux charges, la société réalise des bénéfices. Dans le cas contraire, elle subit des pertes.

#### Sponsors et équipementiers
Montpellier HSC change régulièrement d’équipementier au cours de son histoire. Le Coq sportif équipe le club jusqu'en 1981, puis Puma de 1981 à 1987, Duarig de 1987 à 1989 et ensuite Adidas jusqu’en 1997. Le club signe ensuite avec Erima un contrat de deux ans puis retourne chez Adidas en 1999. En 2000, à la suite de la descente en Ligue 2, Montpellier HSC signe un contrat avec Nike à qui il reste fidèle depuis lors. Le club ouvre en 2010, en partenariat avec Nike, son « MHSC Store » dans le centre commercial « Odysseum ».
En 2009-2010, les « sponsors maillot » sont des entreprises régionales : le Groupe Nicollin, société de Louis Nicollin basée à Montpellier et Dyneff, entreprise régionale spécialisée dans les produits pétroliers. En 2010-2011, la Foir'Fouille, discounteur d'équipement pour la maison devient le sponsor maillot principal à domicile à partir du 22 octobre 2010. Il succède en cours de saison à la société de poker en ligne, NetBet, qui n'a pu obtenir l'agrément de l'ARJEL. Les autres sponsors sont Dyneff qui reste le second partenaire maillot, Renault Trucks et les magasins U.
En 2011-2012, le club est à la recherche d'un nouveau sponsor maillot à la suite de l'arrêt de son partenariat avec La Foir'Fouille. La société Netbet n'ayant toujours pas obtenu l'agrément de l'Autorité de régulation des jeux en ligne, c'est la région qui décroche le contrat avec sa marque Sud de France pour apparaître sur le maillot du club. De son côté, Dyneff reste le second partenaire maillot, pour la troisième année consécutive.
Par ailleurs, les partenaires institutionnels du club sont la Ville de Montpellier, Montpellier Méditerranée Métropole, le conseil départemental de l'Hérault et la région Occitanie Pyrénées-Méditerranée.

## Culture populaire

### Affluence
Le Montpellier HSC a connu son record d'affluence en 2009-2010 pour son retour en Ligue 1 avec 18 980 spectateurs de moyenne. Le record précédent datait de la saison 1998-1999 avec 14 685 spectateurs. La fréquentation du stade de la Mosson a été doublée par rapport à la dernière saison en Ligue 2. En 2010-2011, 10 800 supporters s'abonnent pour suivre les matchs du club à domicile, établissant un nouveau record après les 9 763 abonnés de la saison 2009-2010.
Le baromètre d'image des clubs professionnels de football 2010 fait apparaître que 65 % des habitants de la région Languedoc-Roussillon s'intéressent au Montpellier Hérault SC et 88 % en ont une bonne image. Le club suscite également, pour les sondés, une image sympathique (71 %), dynamique (63 %) et formatrice (62 %).
Au niveau télévisuel, deux affiches impliquant le MHSC en 2008-2009 ont dépassé les 440 000 spectateurs sur Eurosport, ce sont les deux meilleures audiences d'Eurosport sur la Ligue 2 depuis le début de sa diffusion sur la chaîne. MHSC-RC Lens a ainsi attiré 449 000 téléspectateurs et MHSC-RC Strasbourg, 414 000. Lors de son retour en première division en 2009, Montpellier a été la cinquième équipe la plus diffusée, hors paiement à la séance, avec 11 retransmissions en 38 journées.

### Groupes de supporters
Le doyen des groupes de supporters du MHSC est le « Club Central des Supporters » créé en 1977 par Bernard Soccoro, lors de l'édification de la « Butte », pour la venue en coupe de France du voisin nîmois. Il occupe maintenant la tribune « Larzac ».
Le MHSC est supporté par plusieurs groupes ultra. La « Butte Paillade 91 » (BP91) située en « Étang de Thau », plus connue sous le nom de « La Butte » a été créée en 1991 par des membres des « Rangers » en tant que section du « Club Central des Supporters ». Elle devient très rapidement autonome et est le groupe ultra historique du club.
L'« Armata Ultras 2002 » créé en 2002, autre groupe ultra du club, est également basé dans la tribune « Étang de Thau » aux côtés de la « Butte Paillade 91 ». Ce groupe, qui se veut antiraciste, était toujours présent lors des rencontres à l'extérieur ne ratant qu'un seul match depuis sa création. Pour cause d'intempéries, il n'avait pu se rendre à Ajaccio. Le 1er février 2011, l'association « Butte Paillade 91 » est suspendue par le ministère de l'intérieur à la suite d'incidents, le dernier à Reims avant le match des 32e de finale de coupe de France. L'autre groupe ultra, l'« Armata Ultras 02 » (AU02), décide alors de se mettre en sommeil durant cette période. Ils reprennent leur activité en début de saison 2011-2012 avant de stopper à nouveau lors de l'été 2015 et définitivement en 2023.
Entre 2011 et 2019, moins nombreux que la BP91 et l'AU02, les Camarga Unitat se sont néanmoins affirmés comme un des groupes les plus actifs à la Mosson comme en déplacement. après avoir initialement occupé les tribunes « Petite Camargue » et « Larzac ». Le groupe s'est auto-dissout en décembre 2019.
D'autres groupes ont existé. Le « Montpellier Club Narbonnais », fondé en 2011, est constitué de supporters audois, « Montpellier Interactif », officialisé au début de la saison 2012-2013 et regroupant les internautes du forum internet du même nom et « Les exilés du 34 » qui regroupent les supporters montpelliérains basée à Paris.
Le premier groupe ultras de supporter de Montpellier a été les Aigles Bleus situé en face de la Butte, ce groupe n'a pas duré mais il a eu le mérite de motiver les jeunes de la Butte à s'organiser. Ouvertement provocateur, les Aigles Bleus affichent une croix celtique sur leur fanzines et se déplacent partout. Ils ont des contacts avec les Bad Gones de Lyon.
Au début de la Butte Paillade, peu d'ultras sont présents. Une dizaine se regroupe sous le nom de section Aiguelongue en référence au quartier d'ou ils habitent. Une quinzaine se retrouve sous le nom Casques bleus, prônant un mode ultras non violent, d'où le nom. Parmi eux beaucoup étaient membres des Rangers, groupe informel qui a créé la Butte Paillade puisque le fondateur de la BP (Philippe Perez) en faisait partie. Les Casques Bleus essayent d'inculquer la mentalité ultras à la tribune (tifo, banderoles, message, déplacement, correspondance avec des ultras Français et internationaux). Ils assurent l'ambiance de la Butte. Plus tard les Casques Bleus changent de nom et deviennent le Groupe Décision. À la suite de tensions avec la BP91, le GD s'installe en tribune Méditerranée. Victime d'une attaque et d'un vol de bâche à Lyon par les Bad Gones, le groupe se dissout.
Un peu plus tard, les Ultras Languedoc font leurs apparition. Le groupe se déplace partout et occupe la tribune face à la Butte. Après des tensions avec la BP91, les Ultras Languedoc se dissolvent.
Parmi les supporteurs célèbres du MHSC, on peut citer Michel Galabru, depuis les années 1930, Samir Bellahcene, Arthur Cazaux, Julien Doré, Rémi Gaillard, Richard Gasquet, Paul Mirabel et Jean-Baptiste Durand.
Le 2 novembre 2010, une convention pour le développement et la coordination de la lutte contre les violences et le racisme à l'occasion des matches de foot du MHSC a été signée entre le club, la préfecture de l'Hérault, le procureur de la République, la communauté d'agglomération de Montpellier, les Transports de l'agglomération de Montpellier et la ville de Montpellier. Cette convention est la première au niveau national et a pour objectif la préparation, l'organisation et la gestion conjointe des matchs.

### Rivalités régionales

#### Avec le FC Sète

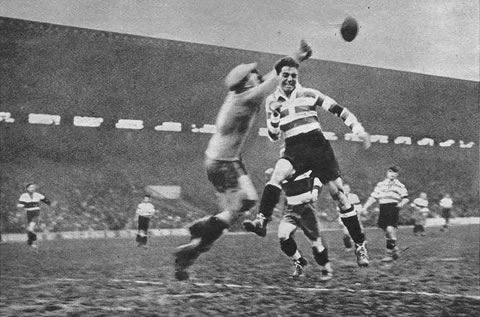
Scène de derby entre le SOM et le FC Sète en 1930.

Des années 1920 jusqu'au début des années 1960, le principal rival pour l'hégémonie régionale du SO Montpellier est le FC Sète. Ce dernier, auteur du 1er doublé Coupe-Championnat dans les années 1930 est à cette époque une grande équipe du football français.
Une vingtaine de kilomètres séparant les deux villes, de nombreux derbys en Division 1, en Division 2 ou en coupe de France, attirent de grandes foules aux Métairies de Sète ou au parc des sports de Montpellier.
Cette rivalité atteint son paroxysme lors de la saison 1933-1934 où au cours d'une confrontation, André Guillard, gardien de but du SOM est expulsé pour avoir assommé l'attaquant sétois Istvan Lukacs qui le provoque depuis le début du match. Il est alors suspendu six mois par la fédération française de football, punition jugé excessive par les Montpelliérains qui y voient l'œuvre de Georges Bayrou, le président sétois.
Mais le déclin du club sétois, au début des années 1960, puis celui du SOM, à la fin des années 1960, font disparaître cette rivalité départementale.

#### Avec le Nîmes Olympique
Lorsque les Pailladins reviennent sur le devant de la scène à la fin des années 1970, c'est le Nîmes Olympique qui a la suprématie régionale et Louis Nicollin s'appuie ainsi sur de nombreux anciens nîmois pour développer le club tels Luigi Landi, Jean-Pierre Betton ou Henri Augé. Le transfert de Michel Mézy en 1979 est un des déclencheurs de la rivalité entre les deux villes, le président nîmois considérant qu'il s'agit d'un vol et d'une trahison du joueur à qui il interdit de disputer la fin de la saison, le privant ainsi du titre de meilleur libéro. Cette rivalité va grossir entre les deux clubs lorsqu'ils se retrouvent ensemble en seconde division et à mesure que les Montpelliérains prennent l'ascendant sur le football régional. Ces rencontres vont être de plus en plus tendues au fil des années à l'image de la demi-finale de la coupe de France 1996 où le Nîmes Olympique, retombé alors en National, affronte une équipe pailladine, 7e de Division 1. Les déclarations d'avant match de Louis Nicollin et la victoire finale des Nîmois vont rendre les derbys suivants entre les deux clubs encore plus exaltants. Les relégations successives de Nîmes Olympique sont ainsi saluées par des banderoles au stade de la Mosson. De nos jours, à l'approche de chaque match entre les deux clubs, les passions restent exacerbées entraînant de nombreux dérapages verbaux et incidents entre supporters.
Toutefois, malgré la très forte rivalité entre les groupes ultras montpelliérains (BP 91 & AU 02) et nîmois (GN 91), il faut reconnaître qu'ils ont des points communs. À la Paillade, le mouvement ultra se développe historiquement autour de la Butte Paillade 1991, une tribune revendiquant une mentalité sudiste et métissée. Particulièrement les Armata Ultras qui s’affirment comme un groupe antifasciste et multiculturel. Alors que du côté des Gladiators Nîmes, le noyau historique se revendique également antiraciste.

#### Relations plus détendues avec l'AS Béziers et l'Olympique Alès
Outre ces deux grandes rivalités avec le FC Sète et le Nîmes Olympique, d'autres derbys ont eu lieu avec l'AS Béziers et l'Olympique d'Alès. Les relations avec ces deux clubs n'ont cependant jamais été tendues, une convention de partenariat étant même signée avec l'Olympique d'Alès dans les années 1990. Les derbys sont l'occasion pour chacun de ces clubs de remplir le stade.
Dans les années 1980, il n'est pas rare de voir les 5 clubs languedociens dans le même groupe de Division 2.

### Série-documentaireMontpellier Héros
En 2021, CANAL+ diffuse la série-documentaire Montpellier Héros consacrée au club. Ce documentaire en six épisodes raconte la saison 2020/2021 de Ligue 1 du Montpellier Hérault Sport Club qui essaye de se qualifier en Coupe d’Europe dix ans après avoir été sacré champion de France.

## Autres équipes

### Équipe réserve et équipes de jeunes
La réserve montpelliéraine évolue en National 3 lors de la saison 2017-2018, après avoir fini avant dernière de son groupe de CFA en fin de saison 2016-2017. L'équipe de National 3 est composée majoritairement des moins de 20 ans, complétée par les joueurs du groupe professionnel en phase de reprise ou en manque de temps de jeu.
Les moins de 19 ans (juniors) du Montpellier HSC ont remporté trois Coupes Gambardella et ont été finalistes à trois reprises. Jacques Bonnet est l'entraîneur des deux premières équipes finalistes. En 1984, les jeunes montpelliérains, menés par Franck Passi et Laurent Blanc, s'inclinent face à l'AJ Auxerre 3-0. L'année suivante, Montpellier s'incline face à Laval aux penalties (0-0 au terme des 120 minutes). Cette équipe, en plus de Franck Passi et Laurent Blanc, comprend Pascal Baills et Kader Ferhaoui.
Le premier titre intervient en 1996 face au FC Nantes, l'équipe entraîné par Mama Ouattara s'impose sur un but d'Ibrahima Bakayoko. L'année suivante, les Montpelliérains, dirigés par Mama Ouattara et Fleury Di Nallo, s'inclinent face à l'Olympique lyonnais après la séance de tirs au but (1-1, 5 t.a.b. à 4). Cette équipe comprend Rémy Vercoutre, Ahmed Madouni et Toifilou Maoulida. Le deuxième titre montpelliérain est intervenu en 2009, les joueurs de Bruno Lippini s'imposent face au FC Nantes (2-0) grâce à des buts de Dimitri Sarasar et Rémy Cabella. Enfin, le dernier titre des jeunes montpelliérain est conquis en 2017, par une victoire aux tirs au but face à l'Olympique de Marseille.
Les jeunes montpelliérains ont également remporté en 1990 le dernier championnat national des cadets, cette équipe comprend notamment Vincent Candela et Jean-Christophe Rouvière.
| Équipes réserves | Équipes de jeunes |
| - Division 3 (1 titre) - Champion : 1991 (groupe Sud). - Championnat de France CFA (1 titre) - Vice-champion : 1999 (Réserve Pro.). - Division d'honneur du Languedoc-Roussillon (2 titres) - Champion : 1981, 1992. - Coupe de la ligue du Languedoc-Roussillon (3 titres) - Vainqueur : 1989, 1997, 1999. - Coupe de l'Hérault (5 titres) - Vainqueur : 1981, 1986, 1988, 1990, 2000. | - Coupe Gambardella (3 titres) - Vainqueur : 1996, 2009, 2017. - Finaliste : 1984, 1985, 1997. - Champion de France des moins de 19 ans (1 titre) - Vainqueur : 2018. - Championnat de France cadets (1 titre) - Vainqueur : 1990. - Trophée des centres de formation (1 titre) - Vainqueur : 2010. - Coupe Nationale U13 (1 titre) - Vainqueur : 2009. - Coupe de la ligue du Languedoc-Roussillon (-17 ans) (3 titres) - Vainqueur : 2013, 2014, 2015. - Coupe de la ligue du Languedoc-Roussillon (-15 ans) (3 titres) - Vainqueur : 2013, 2014, 2017. - Coupe de la ligue du Languedoc-Roussillon (juniors) (3 titres) - Vainqueur : 1993, 1995, 1996. |

### Équipe féminine
L'équipe féminine du Montpellier HSC a été créée dans les années 1980 sous le nom de Racing Club Paillade et a rejoint les structures du club en 2001 (entre-temps, le club devient Montpellier-le Crès en 1990 après une fusion avec l'Entente Cressoise). L'équipe fanion qui participe au championnat de France de football féminin est entraînée par Jean-Louis Saez.
L'équipe féminine du Montpellier HSC joue ses matchs dans différents stades de l'agglomération montpelliéraine (Villeneuve-lès-Maguelone, Domaine de Grammont et principalement à Sussargues). Certains matchs importants se déroulent cependant au stade de la Mosson.
| Compétitions internationales | Compétitions nationales |
| - Coupe de l'UEFA féminine - Meilleure performance : Demi-finaliste en 2005-2006. | - Championnat de France (2 titres) - Champion : 2004, 2005. - Vice-champion : 2006, 2007, 2009, 2017. - Challenge de France/Coupe de France (3 titres) - Vainqueur : 2006, 2007, 2009. - Finaliste : 2003, 2010, 2011, 2012, 2015, 2016. - Championnat de France de D2 (1 titre) - Vainqueur : 1997 |
| Équipes de jeunes | - Championnat de France (2 titres) - Champion : 2004, 2005. - Vice-champion : 2006, 2007, 2009, 2017. - Challenge de France/Coupe de France (3 titres) - Vainqueur : 2006, 2007, 2009. - Finaliste : 2003, 2010, 2011, 2012, 2015, 2016. - Championnat de France de D2 (1 titre) - Vainqueur : 1997 |
| - Challenge national féminin U19 (4 titres) - Vainqueur : 2011, 2012, 2013, 2018. - Coupe fédérale féminine 16 ans à 7 (3 titres) - Vainqueur : 2006, 2007, 2008. - Coupe fédérale féminine 13 ans à 7 (2 titres) - Vainqueur : 2005, 2006. | - Championnat de France (2 titres) - Champion : 2004, 2005. - Vice-champion : 2006, 2007, 2009, 2017. - Challenge de France/Coupe de France (3 titres) - Vainqueur : 2006, 2007, 2009. - Finaliste : 2003, 2010, 2011, 2012, 2015, 2016. - Championnat de France de D2 (1 titre) - Vainqueur : 1997 |

## Autres sections
Si le club a été longtemps entièrement destiné au football, il est désormais omnisport, après l'avoir été à plusieurs reprises par le passé.
A sa création en 1919 sous l'appellation SOM, il y avait une section rugby (qui se séparera du SOM en 1923 pour devenir l'Union Sportive Montpelliéraine).
En 1941, les autorités de Vichy imposent une fusion entre les footballeurs du SOM et les rugbymen de l'USM sous le sigle USOM. La fusion prendra fin en 1944.
Sous la présidence de Louis Nicollin, le MPSC diversifie ses activités sportives dans les années 1986/1987 en accueillant des sections rugby (anciennement section rugby du Montpellier Université Club), handball (anciennement Cosmos Montpellier), basket-ball (anciennement Montpellier-Juvignac Basket), ou encore athlétisme (anciennement section athlétisme de l'ASPTT Montpellier).
Sous la pression de Georges Frêche, le maire de Montpellier, ces sections se séparent du MPSC en 1990, pour devenir des clubs autonomes : Montpellier Handball, Montpellier Basket, Montpellier Athlétisme. La section rugby avait quitté le MPSC dès 1986 pour être à l'origine du Montpellier Hérault rugby (à la suite d'une fusion avec le Stade Montpelliérain).
En août 2021, la partie professionnelle du Montpellier-Castelnau Volley Université Club intègre le MHSC sous le nom de MHSC Volley-Ball. Le club redevient donc omnisport, 31 ans après le départ des sections hors football.